# Collezione Rospigliosi

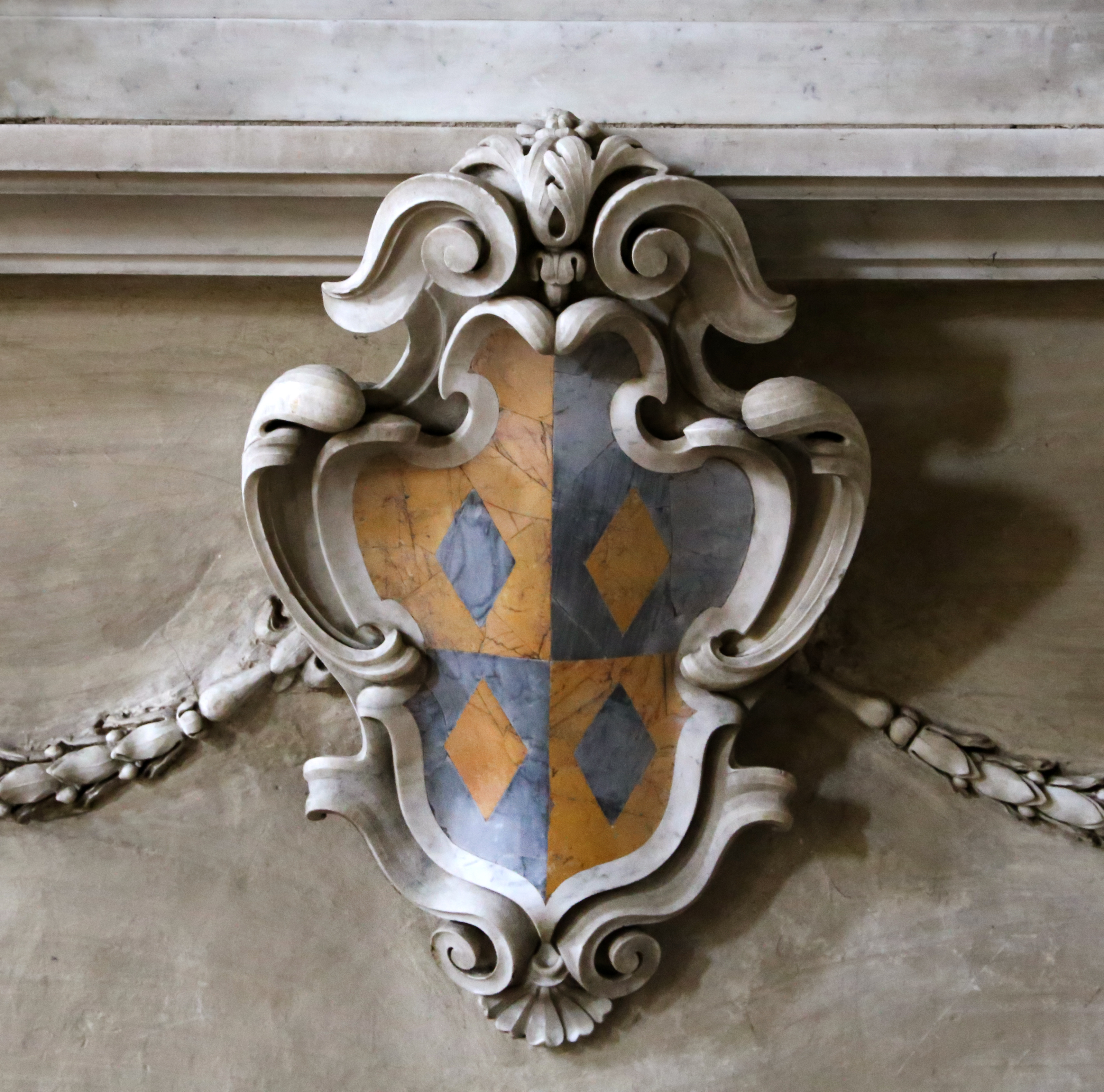
Stemma della famiglia Rospigliosi

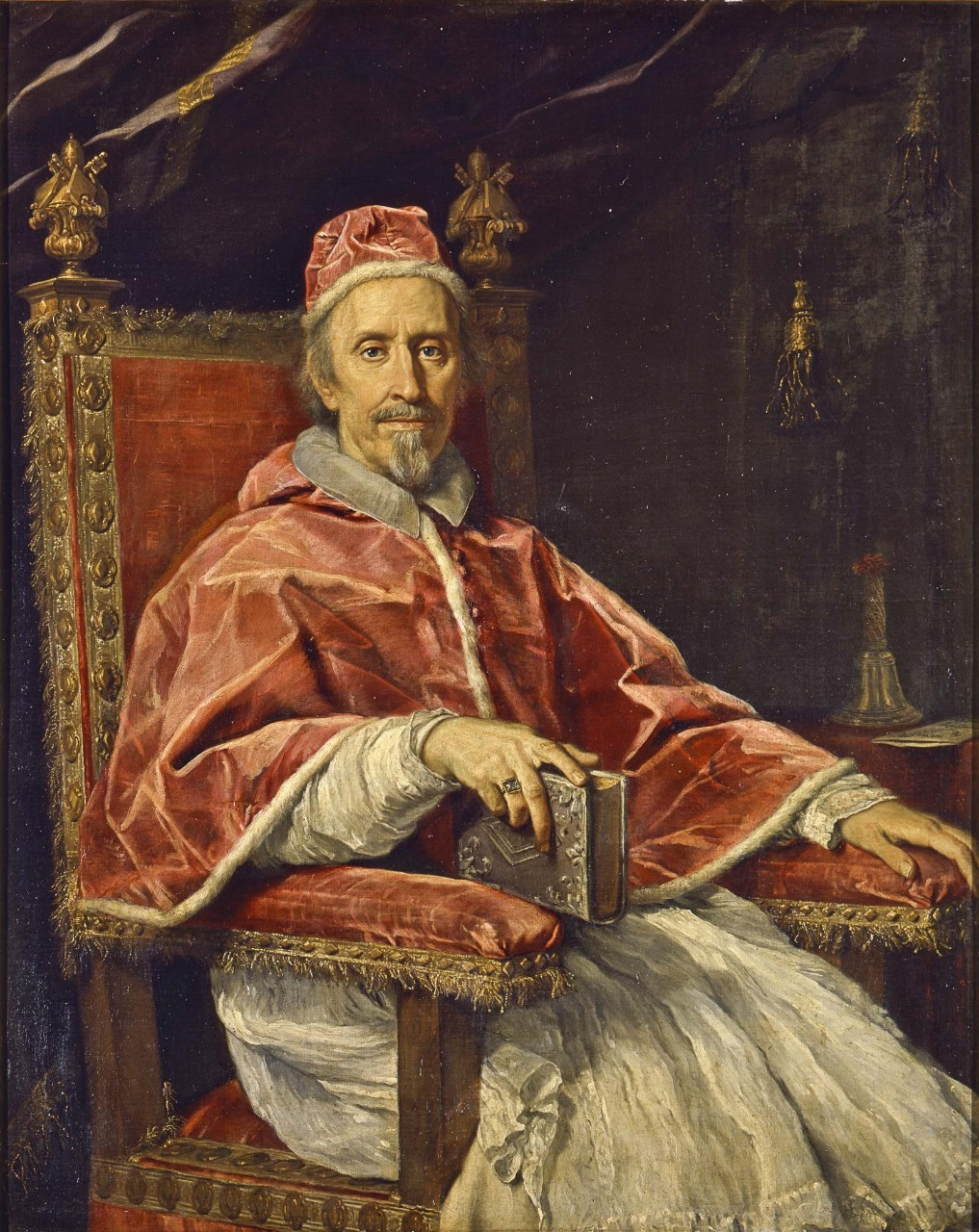
Ritratto di Clemente IX, Carlo Maratta

La collezione Rospigliosi è stata una collezione d'arte nata a Roma nel Seicento e appartenuta alla famiglia di origini pistoiesi dei Rospigliosi.
Avviata da Giulio Rospigliosi, futuro papa Clemente IX, la collezione fu smembrata in gran parte tra il XIX e il XX secolo. La componente superstite, composta da circa 100 dipinti, tra cui alcuni di Luca Giordano, Antoon van Dyck, Mattia Preti, Carlo Maratta, Sebastiano Conca, Claude Lorrain e Guercino, è conservata nel romano palazzo Pallavicini Rospigliosi ed è oggi di proprietà della Coldiretti. Un altro notevole blocco di dipinti invece confluì nel Novecento nel Museo di Roma a palazzo Braschi, mentre ancora un altro entrò per lasciti ereditari nella collezione Pallavicini, famiglia di origini genovesi con cui quella Rospigliosi ne condivise dal Settecento l'edificio romano di rappresentanza e con cui è stata legata da un rapporto di parentela e da altri vincoli che a più riprese hanno intrecciato le vicissitudini dei due casati e di conseguenza delle due collezioni d'arte.
Non accessibile al pubblico, la collezione costituisce allo stato attuale una delle più importanti raccolte d'arte di proprietà privata a Roma dopo quelle delle famiglie Pallavicini (custodita nello stesso palazzo), Colonna e Doria-Pamphilij.

## Storia

### Seicento

#### Gli inizi di Giulio Rospigliosi
La famiglia Rospigliosi era originaria di Pistoia; la personalità di spicco fu quella di Giulio, mandato a Roma presso il Collegio Romano nel 1614 a studiare dal padre gesuita e parente Matteo Rospigliosi. Terminati gli studi religiosi Giulio andò a frequentare, dal 1619 al 1623, teologia e filosofia sacra a Pisa.
L'ascesa sociale negli ambienti aristocratici romani avvenne in concomitanza con la nomina papale di Urbano VIII Barberini, in quanto Giulio era stato già dai primi anni scolastici romani, ma anche durante l'università pisana, amico e frequentatore dei nipoti del papa, Francesco e Antonio Barberini. Nominato cardinale nel 1623 quest'ultimo, Giulio Rospigliosi iniziò ad assumere un ruolo di satellite della cerchia pontificia, divenendo un eccellente letterato e librettista ufficiale (tra il 1632 e il 1556) degli spettacoli del teatro di casa Barberini (annesso al palazzo alle Quattro Fontane), riuscendo a frequentare gli alti ambienti di corte e le più note accademie culturali del tempo.

#### La nascita della collezione d'arte

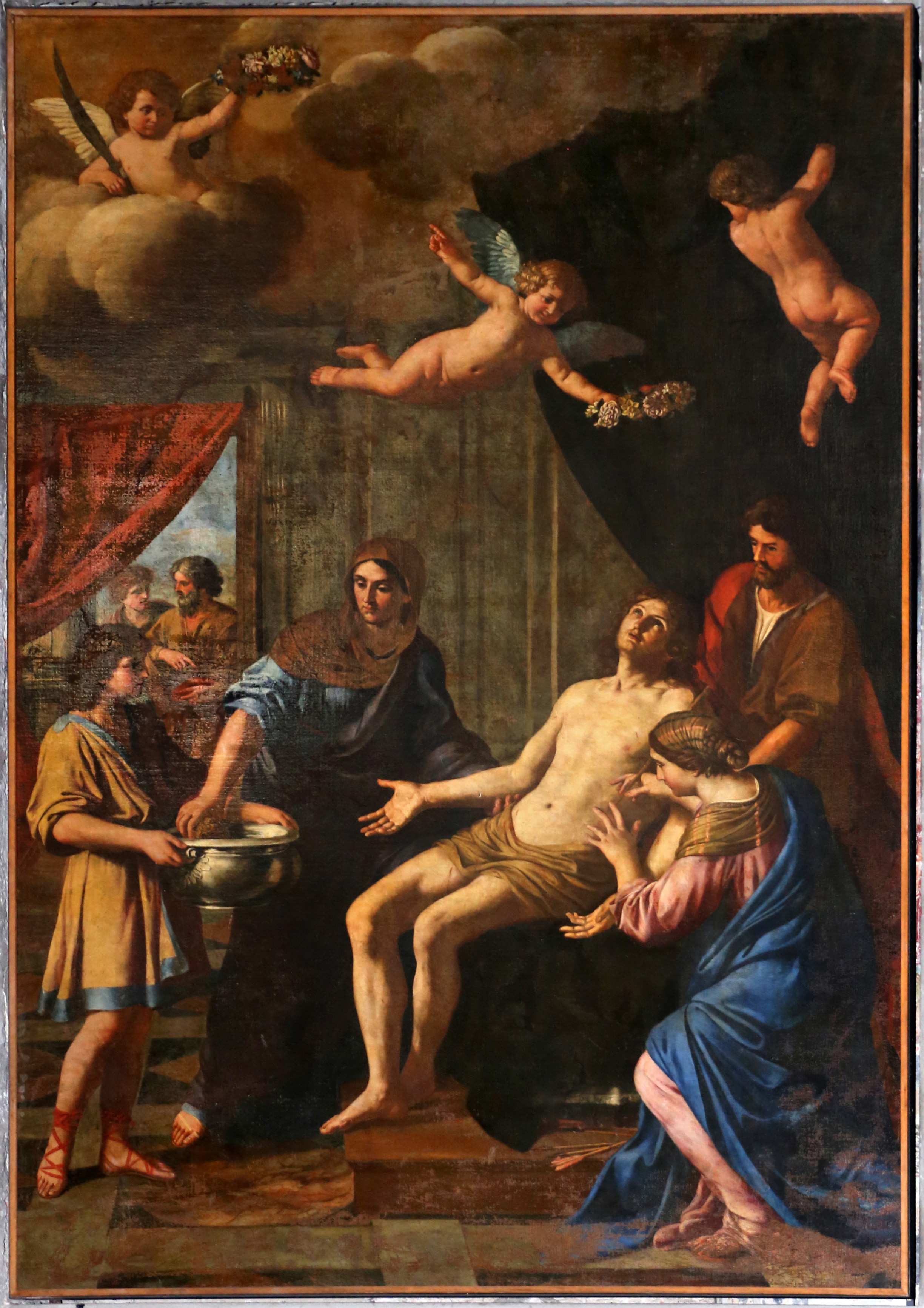
Giacinto Gimignani, San Sebastiano curato dalle pie donne (1642), chiesa di San Domenico, Pistoia

A partire dal 1630 in poi, merito anche delle frequentazioni della corte barberina, si avvia l'attività di collezionista d'arte di Giulio, che determinerà il nucleo più antico della collezione Rospigliosi.
Come avvenne per altre famiglie (ad esempio Marcello e Giulio Cesare Sacchetti, Cassiano Del Pozzo o Ascanio Filomarino) anche nel caso dei Rospigliosi le preferenze artistiche seguivano quelle dettate dai gusti dei Barberini: quindi vertendo su autori della cerchia di Pietro da Cortona, Andrea Sacchi e Giovan Francesco Romanelli, con una prevalenza delle pitture a tema sacro.

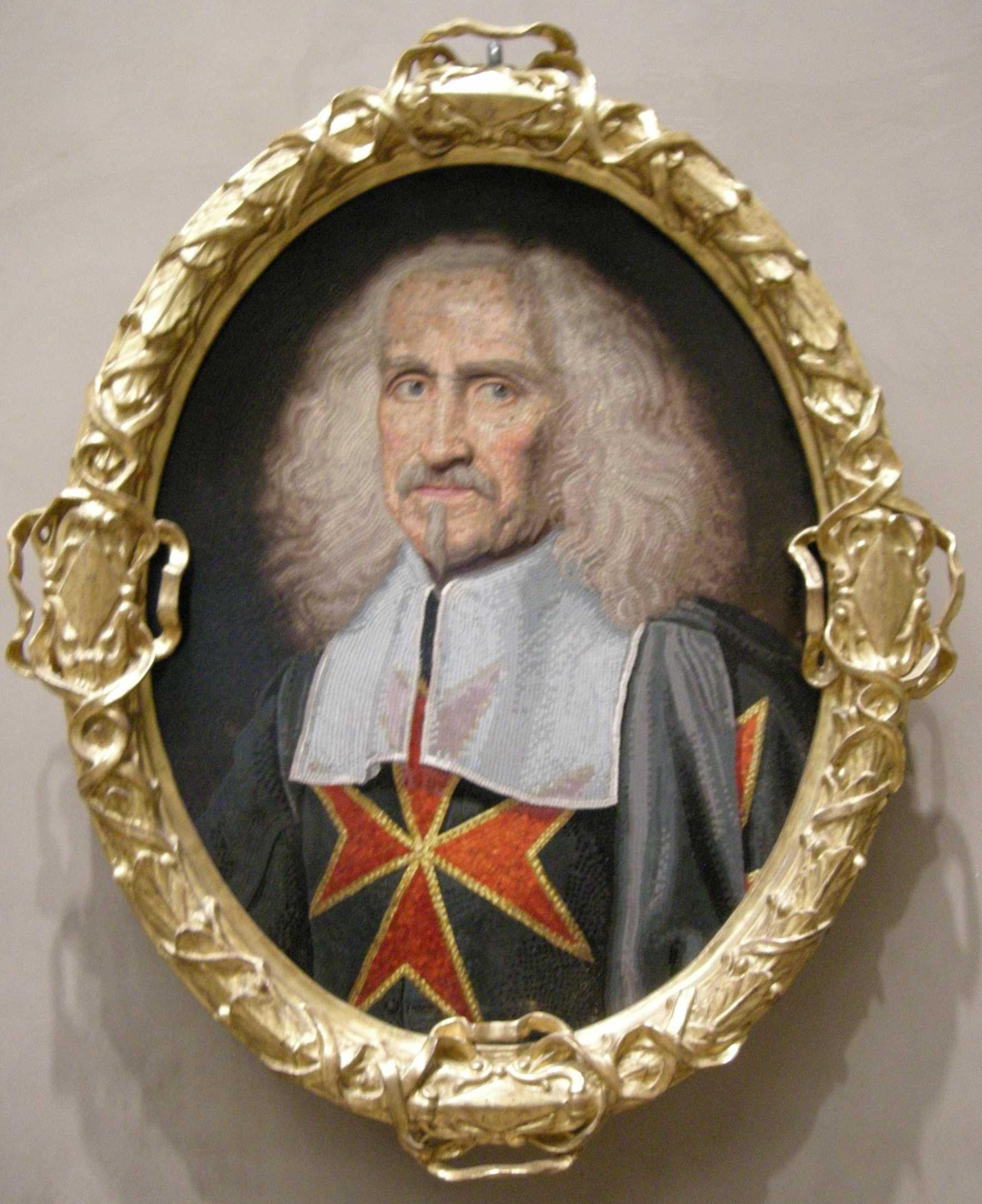
Matteo Piccioni (attribuito), Ritratto di Camillo Rospigliosi

Nella corrispondenza tra Giulio e il fratello Camillo Domenico, che risiedeva a Pistoia, si evince che il cardinale da Roma inviava opere per le dimore familiari in territorio toscano. In talune occasioni avvennero inoltre direttamente le commissioni per opere pubbliche della città toscana, su tutte quelle a Giacinto Gimignani, pittore locale che diverrà protetto di Giulio, assieme al figlio Ludovico, di cui il cardinale sarà padrino nel 1643. L'artista esegui nel 1634 la pala dell'Adorazione dei magi per la chiesa di Propaganda Fide a Roma, la pala di San Rocco del 1636 per il duomo di Pistoia e il San Sebastiano curato dalle pie donne del 1642 per la chiesa di San Domenico sempre a Pistoia. Giulio assunse più in generale un ruolo di collante tra i pittori di formazione pistoiese e Roma, inserendo gli artisti toscani in diverse più ampie commesse romane, come avvenne per Orazio Fidani, Francesco di Alessandro Leoncini e il miniaturista Bartolomeo Poggi, al quale chiese di realizzare l'albero genealogico della famiglia Barberini.
Per la propria dimora di pistoiese Giulio chiese la realizzazione di un'opera a Pietro da Cortona nel 1637, ma a causa dei troppi impegni dell'artista, all'epoca preso dalla volta della Divina provvidenza Barberini prima e dai cicli di palazzo Pitti a Firenze poi, la tela richiesta non venne mai eseguita. Allo steso anno invece risale un carico di opere che Giulio manda al fratello, fra cui alcune di Giacinto Gimignani, una serie con le Quattro stagioni di Cesare da Sesto, nature morte di Giovanni Ferri e Mario de' Fiori e numerose copie di autori di ambito romano, come Guercino, Reni, da Cortona, Carracci e Domenichino.
Se la famiglia al seguito del cardinale era stanziata nel palazzo Fiano al Corso, presso San Lorenzo in Lucina, in fitto dalle sorelle Olimpia e Ippolita Ludovisi, il cardinale stesso svolgeva invece la propria vita presso il palazzo del Vaticano di San Pietro. Ivi era custodita la sua raccolta pittorica, che poi veniva spostata di volta in volta nelle occasioni estive quando Giulio si trasferiva nella residenza del Quirinale, tuttavia già nel 1635 si documenta una lettera di Giulio al fratello Camillo, nella quale spiegava la sua intenzione di iniziare a lasciare qualche quadro fisso alla residenza "al Giardino" (quindi al Quirinale), in quanto l'andirivieni continuo delle opere ne causava il loro deterioramento.

#### I sodalizi con Nicolas Poussin e Claude Lorrain

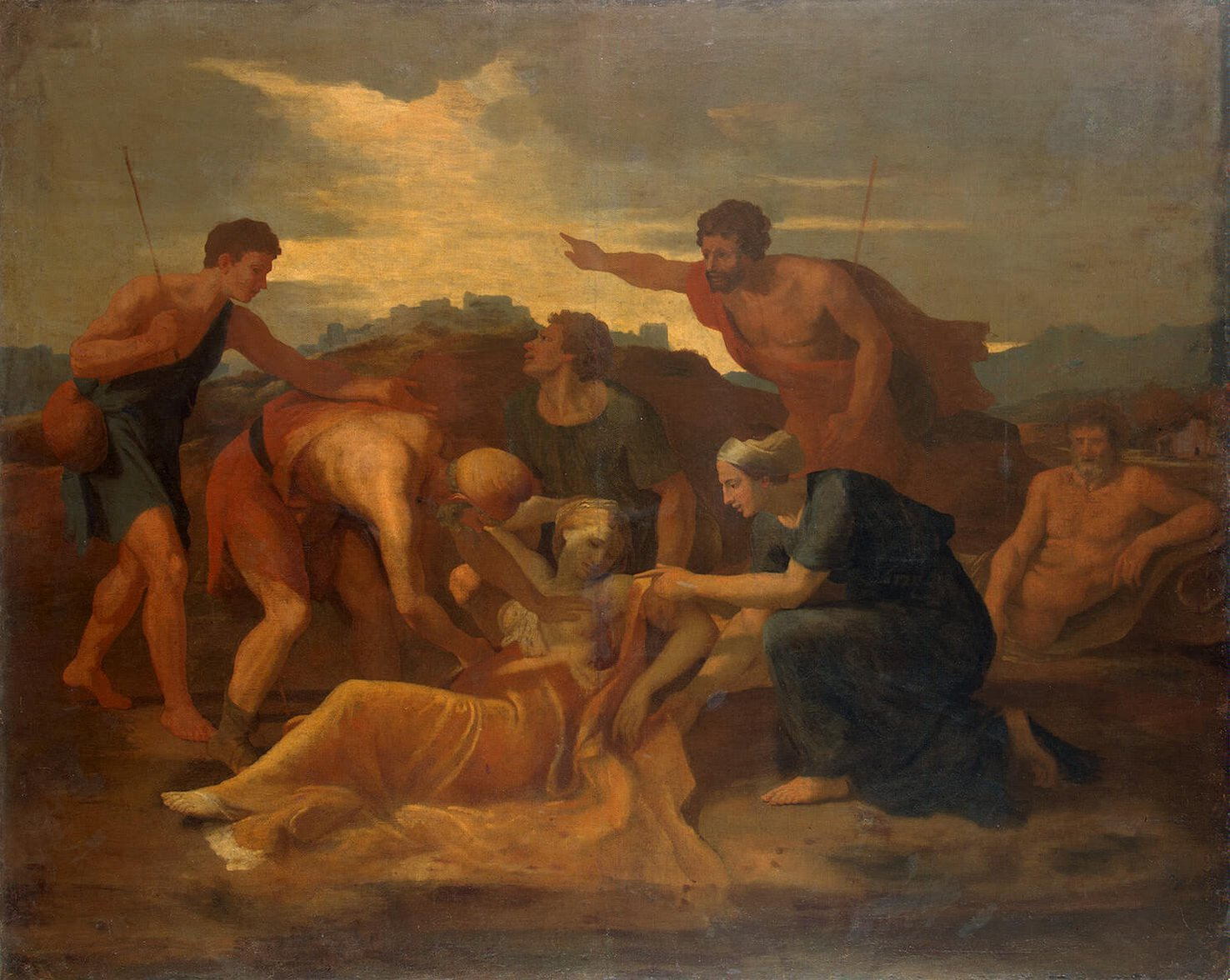
Nicolas Poussin, Morte di Zenobia

Il sodalizio più importante che il cardinale ebbe in qualità di collezionista d'arte fu con Nicolas Poussin, che negli inventari Rospigliosi compare con otto opere: la Danza della vita (oggi a Londra nella collezione Wallace), la Verità scoperta dal Tempo (perduta, oggi nota solo tramite incisioni o copie), la Sacra Famiglia con elefante (collezione privata), la Sacra Famiglia nel Tempio (probabilmente identificata con quella al Museo Condé di Chantilly), tutte queste realizzate tra il 1638 e il 1640, poi altre due eseguite intorno al 1656, quali la Santa Francesca Romana che prega per la Vergine di allontanare la peste (oggi al Louvre di Parigi) e la Morte di Zenobia (oggi all'Ermitage di San Pietroburgo), mentre ancora altre due risultano inventariate nel 1713 ma mai rintracciate.
Il Rospigliosi ebbe un importante rapporto di amicizia anche con un altro pittore francese, Claude Lorrain, paesaggista molto in voga negli ambienti nobiliari romani del tempo, col quale instaurò un rapporto di lavoro avviato negli anni trenta e durato fino ai sessanta del secolo. Al 1663 risale un testamento dell'artista col quale lascia al cardinale due disegni a sua scelta «in cambio dei buoni consigli che sempre mi ha dato» (e nella collezione ne compaiono almeno altri quattro, oggi confluiti tutti in quella Pallavicini).

#### La nomina papale come Clemente IX
Nel 1644 il prelato pistoiese era partito per la nunziatura a Madrid con due nipoti al seguito, Giacomo (anch'esso figura colta e attento collezionista) e Felice; la custodia della collezione fu quindi affidata al suo aiutante canonico Fedeli. Al ritorno a Roma di Giulio il pontificato Barberini era già terminato in favore di quello nuovo retto da Innocenzo X Pamphilj. La carriera ecclesiastica ebbe quindi una frenata in quanto risentì anch'essa del cambio di guida clericale, visto che, di fatto, il nuovo pontefice era in rapporti di conflittualità con i Barberini, con cui invece il Rospigliosi ne aveva di ottimi. Tuttavia alla morte improvvisa di Innocenzo X nel 1655, il nuovo pontificato di Alessandro VII Chigi giocò nuovamente in favore di Giulio, allorché avvenne nello stesso anno la sua nomina a cardinale.

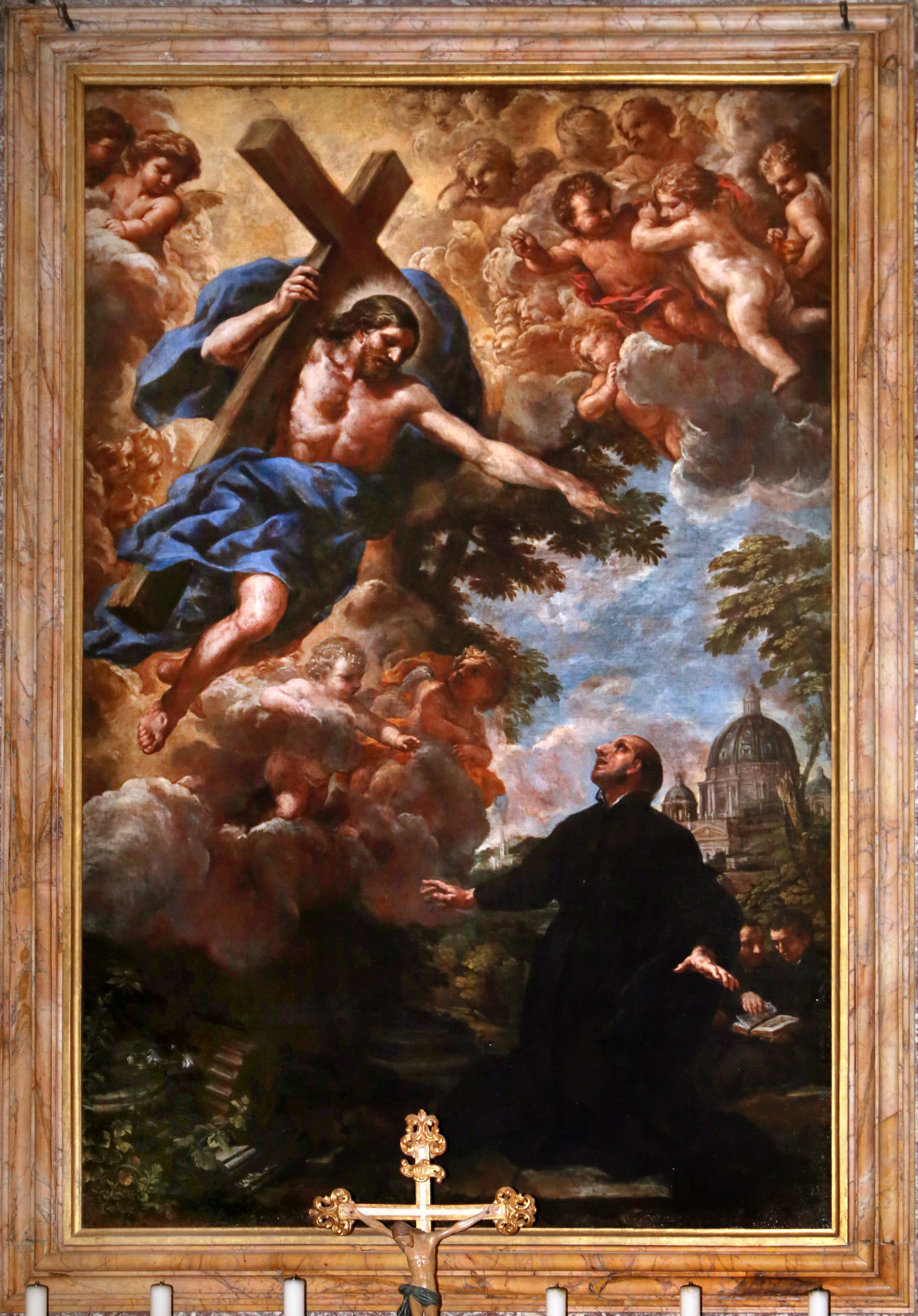
Pietro da Cortona, Apparizione di Cristo a sant'Ignazio (chiesa di Sant'Ignazio, Pistoia)

Nel 1667 un incendio nel palazzo del Belvedere al Vaticano mise a repentaglio la collezione pittorica; così negli anni successivi Giulio trasferì quasi tutta la sua raccolta, fatta eccezione per una quindicina di dipinti, nella residenza di Pistoia, presso il fratello. Nello stesso anno il cardinale raggiunse l'apice del successo giacché egli stesso fu proclamato papa col nome di Clemente IX; egli lasciò tutti i suoi averi accumulati anteriormente la nomina al fratello Camillo, pertanto negli anni successivi, gran parte della collezione, che era già stata trasferita nella città toscana di origine, subì le prime dismissioni.

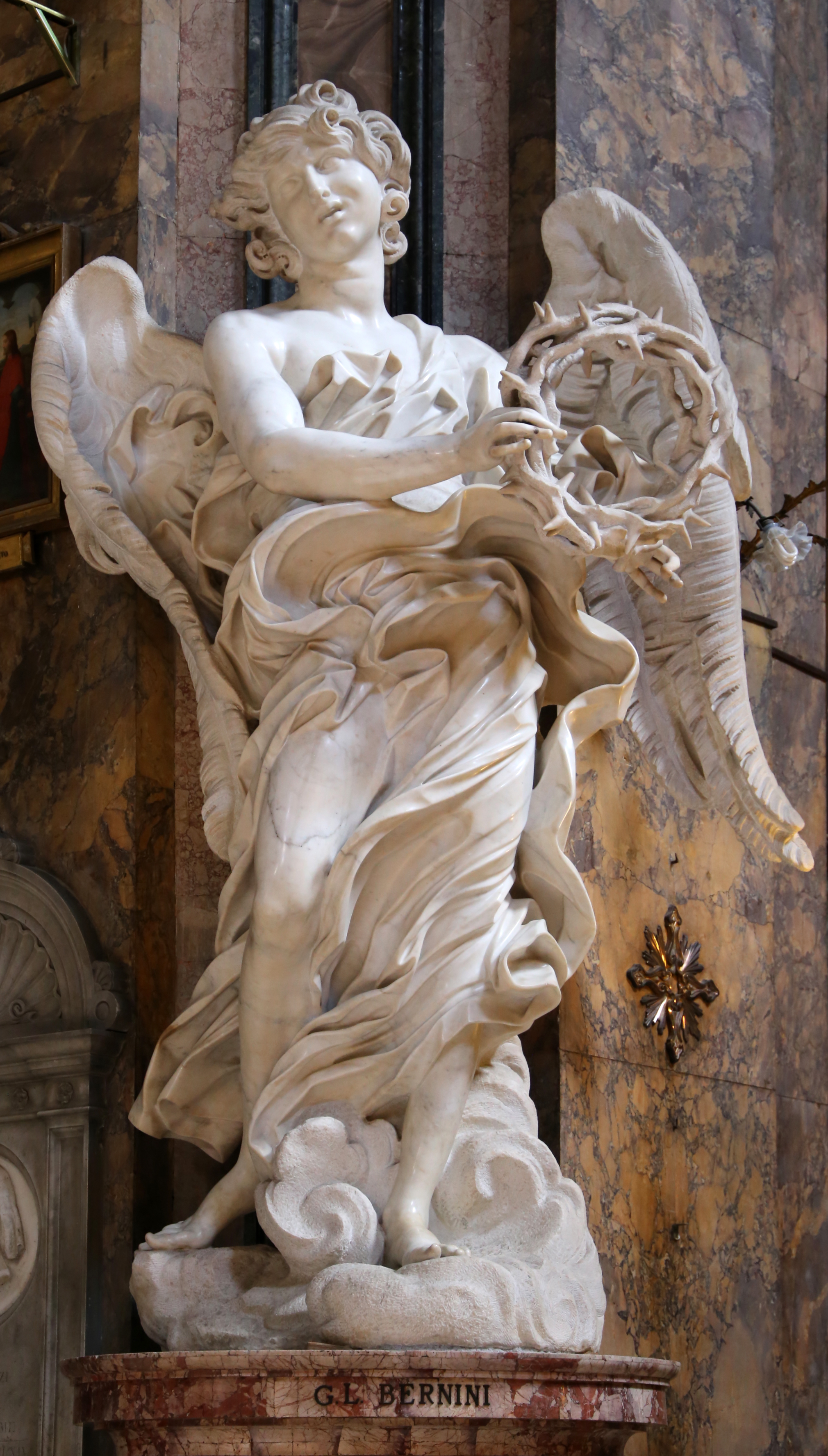
Gian Lorenzo Bernini, Angelo con la corona di spine (chiesa di Sant'Andrea delle Fratte, Roma)

Contestualmente alla nomina papale, Giulio avviò diversi progetti pubblici che vedevano, ove più e ove meno, la figura di Gian Lorenzo Bernini in un ruolo centrale. Oltre alle decorazioni ad affresco delle sale rosse del palazzo del Quirinale, dove fu coinvolto negli interventi Giovan Francesco Grimaldi, furono avviati altre grandi opere: fu realizzata dal Bernini la cappella San Domenico nella chiesa di Santa Sabina sull'Aventino a Roma, al quale fu poi richiesto il disegno anche dell'altare maggiore della chiesa di Sant'Ignazio a Pistoia mentre per la cappella di famiglia della stessa chiesa fu chiesta a Pietro da Cortona l'Apparizione di Cristo a sant'Ignazio; sempre allo scultore-architetto, furono poi commissionate altri due progetti cruciali nella gestione politica di Giulio, una vedeva la realizzazione di un'opera privata, ossia l'edificazione di una sontuosa dimora di rappresentanza della famiglia, sita alle porte di Pistoia, nel comune di Lamporecchio, i cui disegni preparatori interessavano sia il fabbricato che la fontana esterna, l'altra era un'opera pubblica, probabilmente la più importante di quel giro di anni a Roma, quale la realizzazione degli Angeli recanti i simboli della Passione di Cristo da porre sul ponte Sant'Angelo a Roma.
Il Bernini disegnò le dieci sculture da porre sui piedistalli del ponte dietro un compenso di 10.000 scudi; la commessa avvenne nel 1667 e fu terminata già nel settembre del 1669. Tuttavia il papa vedendo de visu le uniche due opere realizzate direttamente dallo scultore, prese la storica decisione di non collocarle all'aperto assieme alle altre, in quanto "troppo belle» per essere esposte alle intemperie. Le copie delle due sculture (l'Angelo con la corona e quello con il cartiglio) vennero quindi delegate a due collaboratori del Bernini, mentre quelle originali vennero tenute dal papa e donate in punto di morte al cardinal-nipote Giacomo Rospigliosi (tuttavia cinquant'anni dopo le due statue confluirono nella chiesa di Sant'Andrea delle Fratte per lascito di Prospero Bernini, nipote di Gian Lorenzo, dove sono tuttora).

#### La fine dell'era di Giulio (1669)
Il pontificato di Clemente IX fu relativamente breve, durò circa tre anni, fino alla morte del papa, che avvenne a dicembre del 1669, pertanto questi non riuscì a vedere concluse quasi nulla delle sue grandi commesse: delle statue di ponte Sant'Angelo ne mancava solo una alla conclusione, mentre la villa Rospigliosi vide la sua realizzazione qualche mese dopo la morte di Giulio.
Le iniziative della famiglia (sia a Roma che a Pistoia) cessarono dopo gli anni del pontificato, infatti il clima euforico nel quale i Rospigliosi operavano si bloccò, tant'è che anche lo stesso monumento funebre a Clemente IX in Santa Maria Maggiore fu realizzato in veste più modesta rispetto alle reali possibilità, compiuto non direttamente dal Bernini, per suo stesso stupore, ma bensì da Carlo Rainaldi con statue di Domenico Guidi (il papa), Cosimo Fancelli (la Fede) ed Ercole Ferrata (la Carità).
Tra le più grandi lacune della famiglia vi era poi quella di non esser riusciti ad acquistare durante gli "anni d'oro" una residenza nobiliare di rappresentanza a Roma (tutti i tentativi di acquisto fallirono, soprattutto verso alcune proprietà dei Ludovisi, che intanto erano già caduti in disgrazia economica ricoperti di debiti, dai quali però i Rospogliosi riuscirono a prelevare tra il 1664 e il 1665 il feudo di Zagarolo, divenendone principi, con anche il palazzo di corte e le opere pittoriche della collezione Ludovisi in esso contenute). Alla morte di Giulio, la collezione passò dapprima al fratello Camillo Domenico e poi, morto anch'egli nello stesso anno, a uno dei figli maschi di questi, Giovan Battista Rospigliosi.

#### La collezione sotto Giovan Battista (1670-1722), la nascita del legame con i Pallavicini

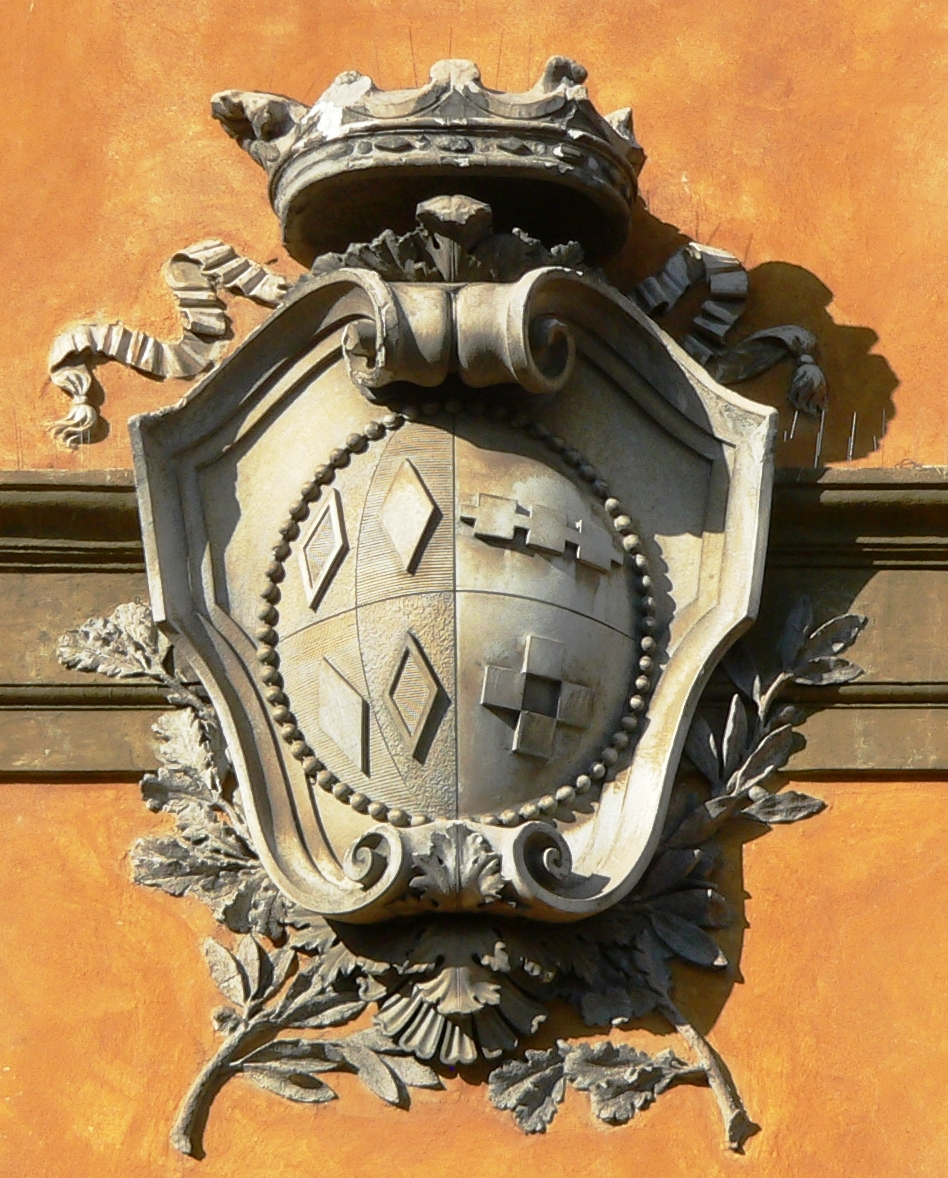
Stemma Rospigliosi-Pallavicini

Il 27 gennaio 1670, Giovan Battista Rospigliosi, unico maschio rimasto in vita su diciassette figli di Camillo, nonché ultimogenito di tutta la prole, convolò a nozze con la ricchissima Maria Camilla Pallavicini, figlia di Stefano e nipote del cardinale Lazzaro, unica erede della collezione d'arte di famiglia, di origine genovese. La donna fu investita già nel 1670 dal fidecommisso dello zio allo scopo di vincolare (e quindi salvaguardare) la collezione Pallavicini, lasciando la stessa a eredi familiari del ramo femminile, non avendo né lui né il fratello (padre di Maria Camilla) prole maschile. Il cardinale stabilì quindi nel proprio testamento che la secondogenitura del matrimonio tra Camilla e Giovan Battista avrebbe acquisito i titoli, il cognome e le proprietà Pallavicini, mentre come da prassi, il primogenito della coppia sarebbe invece stato erede dei titoli e successi Rospigliosi.
Con il matrimonio di Giovan Battista e Maria Camilla, le vicende delle famiglie Pallavicini e Rospigliosi (con la prima decisamente più ricca e potente della seconda, che dopo la scomparsa del papa si avviò a una fase di declino economico-politico) si intrecciarono e si legarono determinando, oltre alla condivisione del medesimo palazzo, anche la gestione saltuaria sotto un medesimo rappresentante della famiglia di tutte le proprietà e i beni appartenenti ai due casati.
Nelle sue Vite del 1672, Giovanni Pietro Bellori cita le «pregiatissime pitture» di Giulio Rospigliosi nella sua Nota delli Musei, con una menzione speciale per le «bellissime invenzioni morali» del Poussin, i quadri di Claude Lorrain, il San Filippo di Carlo Maratta e la Santa Rosalia di Antoon van Dyck. Tra il 1680 e il 1690 si completarono i lavori di decorazione ad affresco della villa Rospigliosi, che furono affidati al pittore già protetto del papa, Ludovico Gimignani, il quale assieme alla sua bottega decorò gli interni con motivi mitologici e personificazioni dei segni zodiacali.

### Settecento

#### Il palazzo Pallavicini Rospigliosi e il lascito della collezione Pallavicini

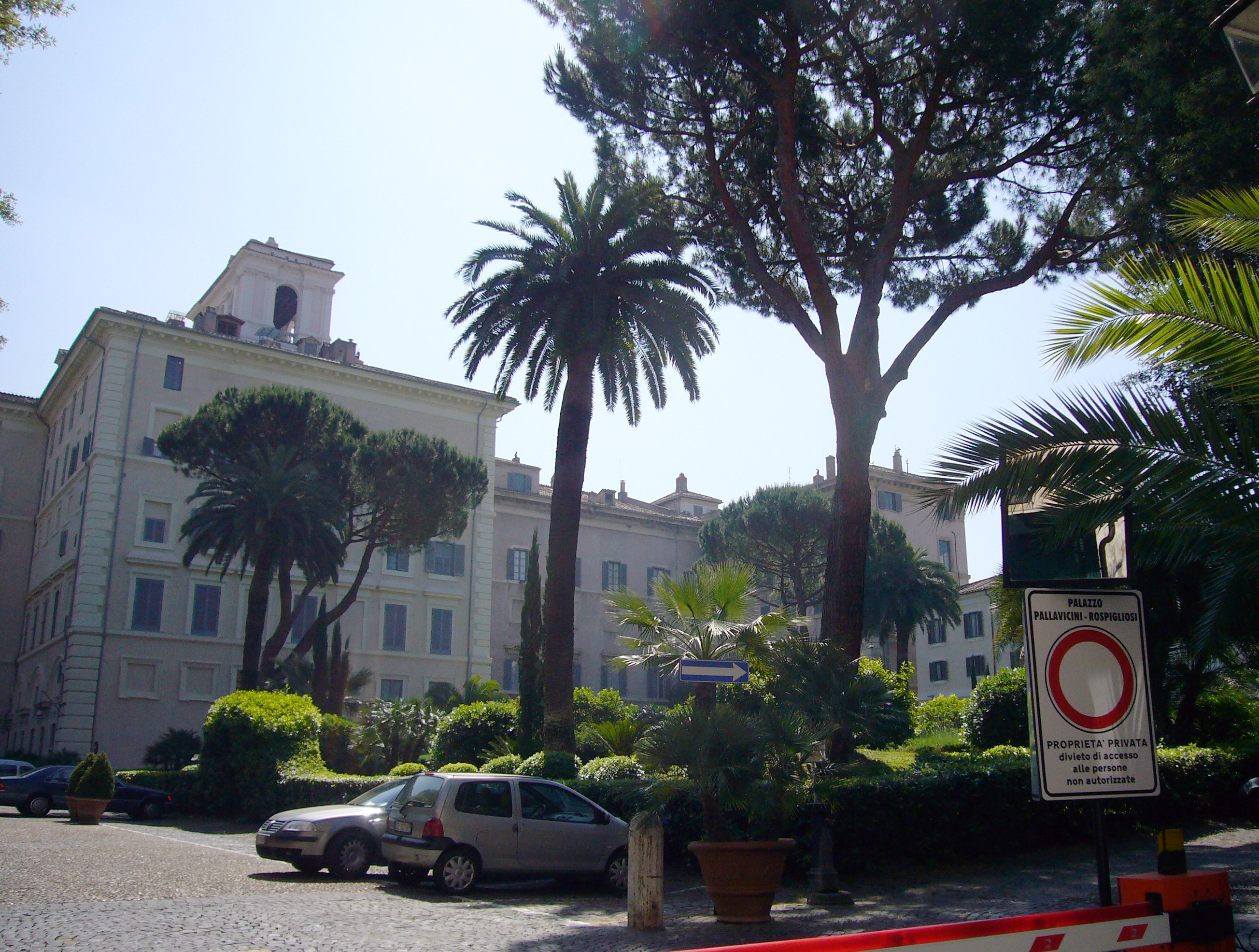
Palazzo Pallavicini Rospigliosi, Roma

Nel 1708 la famiglia Rospigliosi, che si era già spostata a partire dal 1680 nella dimora al Quirinale di Gianni Ippolito Mancini, acquista grazie a Maria Camilla il medesimo edificio, che diventò così palazzo Pallavicini Rospigliosi. Maria Camilla morì nel 1710; in questa occasione Gian Battista rispettò le volontà della donna, ossia quella di far eseguire un monumento funebre dedicato allo zio e al padre nella cappella di famiglia nella chiesa di San Francesco a Ripa: pertanto incaricò (tra il 1713 e il 1719) lo sculture Giuseppe Mazzuoli di compiere l'opera su una parete della cappella Pallavicini, mentre dirimpetto venne eretto un altro monumento funebre dedicato a Maria Camilla e a se stesso.

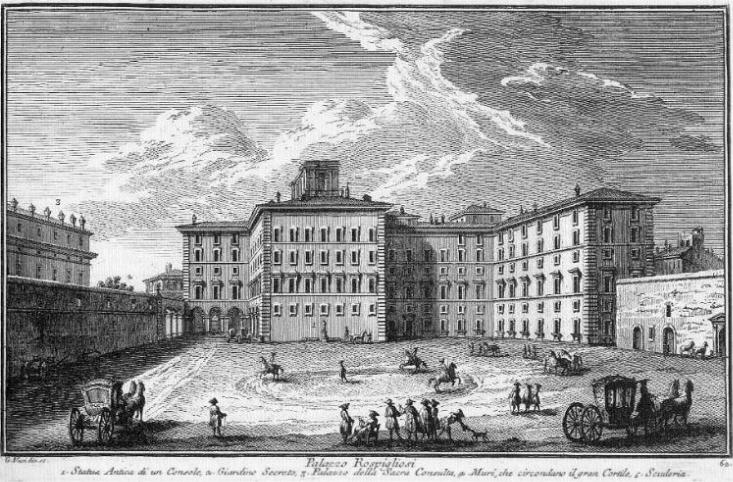
Palazzo Pallavicini Rospigliosi in un'incisione di Giuseppe Vasi del 1754

Con la morte di Maria Camilla la collezione Pallavicini passò al marito Giovan Battista, in attesa poi del definitivo trasferimento al figlio secondogenito Niccolò Maria Rospigliosi Pallavicini. La nobildonna (che aveva in dote la collezione Pallavicini) apportò col suo lascito numerose immissioni nella collezione d'arte Rospigliosi (comunque di sua acquisizione e non provenienti dallo zio Lazzaro, che rimanevano invece vincolate al cognome Pallavicini): opere di Bernardo Strozzi, numerosi quadri di genere su nature morte di Franz van Tamm, David de Coninck, Adrien van der Kabel, alcune scene di battaglia di Filippo Napoletano e Christian Reder, molte scene paesaggistiche di Giovan Francesco Grimaldi, di Jan Frans van Bloemen, di Francois Simonot, di Cornelis Seiter e Bartolomeo Torregiani (allievo di Salvator Rosa), numerosi quadri di figura di Ludovico Gimignani, Luigi Garzi, Filippo Lauri, alcuni sporadici quadri di maestri del Cinquecento italiano, come il San Giovannino del Parmigianino, un San Pietro Martire del Muziano, altri di autori del barocco, come la Conversione di san Paolo e Giuliano l'Apostata di Luca Giordano e infine un Giobbe di Andrea Sacchi.
Tra le innovazioni più interessanti provenienti dal catalogo Pallavicini vi fu poi l'immissione di pezzi della statuaria antica (cosa che mancava del tutto in quello Rospigliosi, composto principalmente da dipinti) che si andarono ad aggiungere a quelle già Borghese adornanti i giardini del Casino dell'Aurora (fabbricato che confluirà tra le competenze della famiglia genovese) e la facciata del medesimo fabbricato, dove sono collocati frammenti di sarcofagi romani. Rinvenute durante alcuni scavi finanziati da Maria Camilla nel feudo di Zagarolo, alcune di queste opere di antichità sono tutt'oggi collocate nel pian terreno del palazzo Pallavicini Rospigliosi a Roma.

#### L'inventario del 1713

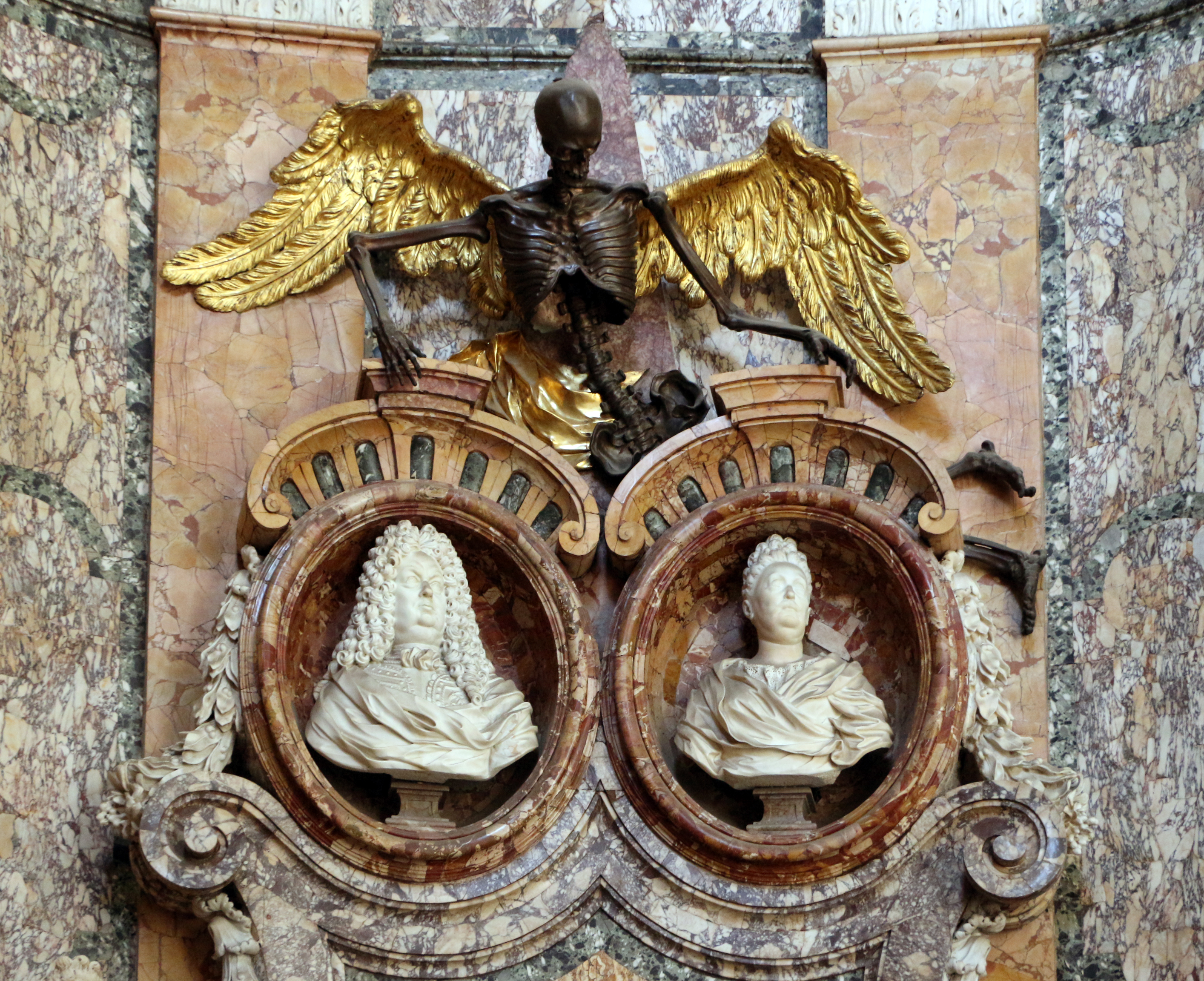
Particolare del Monumento funebre a Maria Camilla Pallavicini e Giovan Battista Rospigliosi (chiesa di San Francesco a Ripa, Roma)

Al 1713 risale il primo inventario della collezione Rospigliosi, che intanto si era enormemente incrementata grazie soprattutto all'inclusione della collezione Pallavicini, acquisita in dote da Maria Camilla, unica erede delle proprietà familiari. Il catalogo fu redatto in maniera dettagliata, indicando per mezzo dell'utilizzo di sigle anche la provenienza delle opere, dove "EP" corrisponde a "Eredità Pallavicini", "MP" a "Maria Pallavicini" (quindi opere commissionate da lei), "SD" (che sta per "Signor Duca") o "GBR" che invece riconducono le opere a Giovan Battista Rospigliosi e, infine, "EC" che identifica le "Eredità Comune", ossia tutta la parte di dipinti già nella collezione di Giulio o altre collezionate dai nipoti del papa durante il suo pontificato, piuttosto che dal fratello Camillo. L'inventario registrava un numero particolarmente importante di quadri, circa 740, tra cui, appartenenti quantomeno alla famiglia Rospigliosi, alcuni capolavori assoluti di Nicolas Poussin, Dughet, del Guercino, di Mattia Preti, del Rubens (di cui i Dodici apostoli), i ritratti di famiglia di Carlo Maratta, diversi disegni e alcune tele di Claude Lorrain, alcune di Giacinto Gimignani, un Cristo fanciullo circondato da angeli recanti i simboli della Passione di Francesco Albani (oggi a palazzo Pitti di Firenze), che poi Giovan Battista donerà con lascito post portem al sesto granduca di Toscana Cosimo III de' Medici, un Ecce Homo di Giovan Domenico Cerrini, un Cristo dinanzi a Pilato di Mattia Preti, il San Filippo in preghiera dinanzi alla Vergine di Carlo Maratta e altri ancora.
A quegli anni risalgono diversi lavori al palazzo presso il Quirinale, alcuni strutturali, che prevedevano ampliamenti degli spazi per consentire alle due famiglie Rospigliosi e Pallavicini di poter condividere l'edificio con la dovuta dignità nobiliare, altri erano decorativi-pittorici entro le sale del palazzo. In questo senso si manifestano una successione di artisti che, al cospetto dell'opera monumentale rappresentata dall'affresco preesistente del Carro dell'Aurora che Guido Reni compì nel 1622 per i primi proprietari, i Borghese, nella volta del Casino, sono tutti pressoché anonimi e di poco conto (Paolo De Angelis, Franco Pellegrini, Flavio Meagara, Giovan Battista Cresci, Giovan Domenico Piastrini, Filippo Fregiotti, Annibale Rotati e, il più noto e autorevole tra tutti, Agostino Masucci, cui risale al 1728 un pagamento di 170 scudi per l'Ercole accolto dagli dei nell'Olimpo per la volta della Sala dell'Udienza di Clemente Riospigliosi sita al secondo piano nobile del plesso, oggi quarto piano).
Nel 1722 Giovan Battista morì, così che le proprietà Rospigliosi-Pallavicini nonché la collezione che intanto teneva tutta con sé, quella della sua famiglia d'origine e quella della moglie e della famiglia di lei, venne divisa in parti uguali tra i due figli, il primogenito, Clemente Domenico Rospigliosi, che continuerà i titoli del casato paterno, e il secondogenito, Niccolò Maria Pallavicini, che in rispetto del fidecommisso di Lazzaro, preleverà la sua raccolta originaria e continuerà invece la linea nobiliare materna. Alla stessa data risale infine lo scritto di Jonathan Richardson sulla pittura in Italia, il quale citava la residenza Rospigliosi come quella che «hanno la più bella collezione di paesaggi di Roma: Lorrain, Poussin, Salvator Rosa, Bril e tanti altri...».

#### La collezione sotto Clemente Domenico Rospigliosi (1722-1752)
Clemente Domenico, primogenito della casa, ebbe in eredità metà della collezione d'arte (esclusi i pezzi collezionati da Lazzaro Pallavicini) con il pianterreno e l'ultimo piano del palazzo di famiglia. Il secondogenito Nicolò Maria Rospigliosi Pallavicini, di contro, ebbe il piano nobile, due terrazze del giardino, ossia una con il casino dell'Aurora e l'altra con la loggia delle Muse, e l'altra metà della collezione di famiglia, con l'aggiunta di tutti quelli raccolti dallo zio materno cardinale. Attorno alle figure principali vivevano nel palazzo anche altri parenti facenti parte del microcosmo Rospigliosi Pallavicini.
Clemente Domenico si occupò di completare tutte le commesse pubbliche iniziate dal padre e continuò a raccogliere opere della collezione in linea con i gusti e le preferenze dei suoi predecessori, quindi con la propensione verso opere accademiche marattesche e tele a tema paesaggistico. Tra gli innesti più rilevanti in tal senso vi è quello del pittore lucchese Pompeo Batoni, seppur ricercato da Nicolò Pallavicini, di cui una Visitazione e il San Filippo e la Vergine, quattro vedute di Johann Frans van Bloemen, quattro tondi paesaggisti del Borgognone, alcune di Hendrik Frans van Lint.
Nel 1740 Charles De Brosses ricordò la quadreria Rospigliosi con alcune opere (anche Pallavicini) "da non perdere" e, soprattutto, cita con particolari elogi il Carro dell'Aurora di Guido Reni nel casino, che rimaneva comunque il luogo più visitato del palazzo dai forestieri che avevano accesso alla struttura, nonché quello dov'erano esposte le opere più significative.
Morto Clemente Domenico nel 1752, la suddivisione fra le due casate rimase in essere: venne infatti stilato un ulteriore inventario della collezione Rospigliosi, la quale fu ereditata dal primogenito Camillo, III principe di famiglia, mentre il secondogenito Giovan Battista seguì la linea Pallavicini, non avendo avuto, lo zio Nicolò Maria, alcun erede a cui poter seguitare la raccolta in suo possesso.

#### La collezione sotto Camillo Rospigliosi (1752-1769)

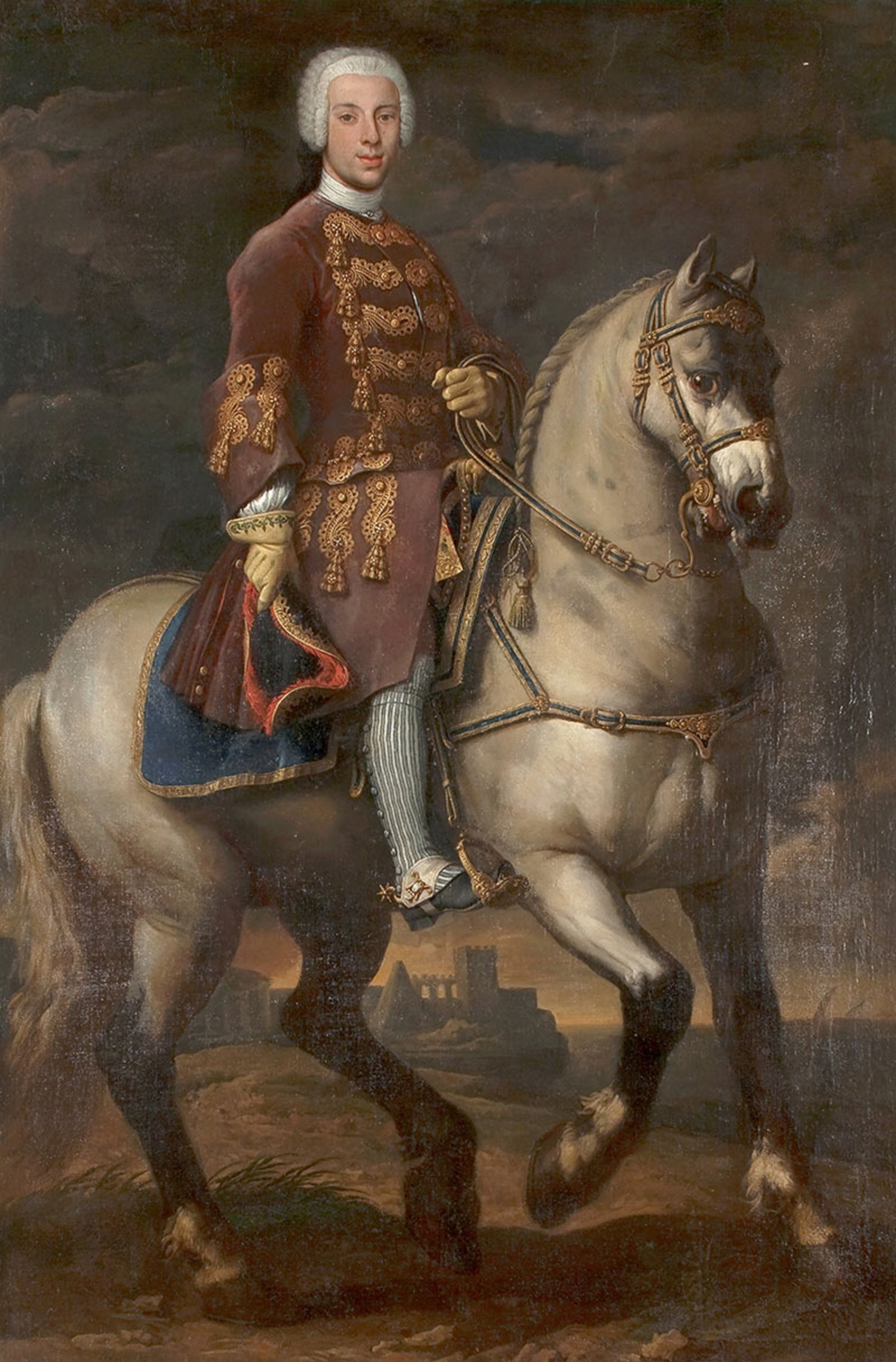
Agostino Masucci, Ritratto di Camillo Rospigliosi a cavallo

Intorno alla metà del Settecento, sotto il patrocinio di Camillo, avvennero altre decorazioni interne al palazzo Pallavicini Rospigliosi al Quirinale, dove, questa volta, al gusto classicista venne affiancato quello rococò, di cui si segnala la più notevole, compiuta da Stefano Pozzi, artista prolifico nelle decorazioni dei palazzi nobiliari romani, che tra il 1762 e il 1768 eseguì nella volta di un ambiente di pertinenza dei Rospigliosi (sito al quarto e ultimo piano del palazzo) la scena della Fama, e diversi cicli a tempera su muro di Ignazio Heldmann riprendenti vedute paesaggistiche delle campagne romane.
Il terzo principe Rospigliosi fu una personalità poco sensibile alla vita mondana e agli obblighi dinastici, al punto che preferiva non dimorare nel palazzo nobiliare al Quirinale, ma bensì in una più modesta proprietà nei pressi di Santa Maria Maggiore. Sotto il profilo collezionistico, la sua gestione portò la raccolta ad espandersi molto: gli innesti riguardavano tele per lo più classiciste, in linea con i gusti storici della famiglia, alcune bambocciate, di cui due di Andrea Locatelli, e molteplici paesaggiste, di cui degne di nota due tele con Vedute di Roma di Gaspare Vanvitelli e sei di Paolo Anesi (all'epoca attivo anche nel palazzo di famiglia, nell'ala di pertinenza dei Pallavicini, dove fu autore di alcuni cicli di affreschi con vedute della città romana e della sua campagna).

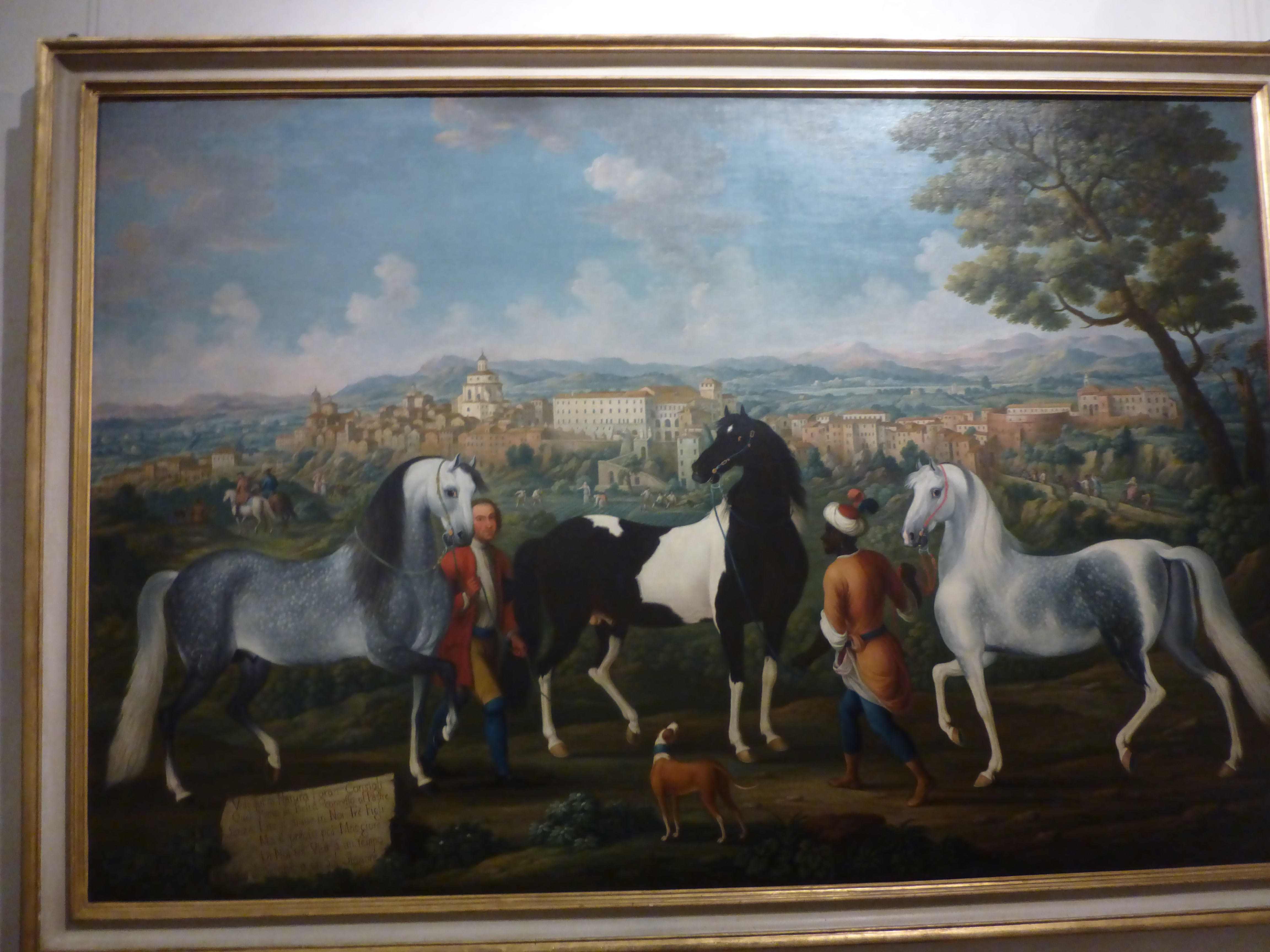
Johann Reder, Cavalli Rospigliosi e veduta di Zagarolo

La più rilevante peculiarità del principe Camillo fu che questi era un grande appassionato di cavalli, notevole compratore e selezionatore di questi animali, che allevava tra le tenute familiari di Maccarese e Zagarolo; entrano così nella raccolta, in questa fase, un gruppo di undici tele, di cui nove di Johann Reder (figlio di Christian, pittore già noto in casa Rospigliosi), ritraenti i cavalli posseduti dal nobile (oggi tutti confluiti nel Museo di Roma a palazzo Braschi) e altre relative a scene incentrate sui medesimi cavalli.
Nel 1769 Camillo muore, senza figli né moglie, pertanto tutta la collezione, che nell'inventario di morte registrava nell'ultima stanza del piano nobile una formidabile sequenza di paesaggi (da van Wittel all'Orizzonte, dalle bambocciate del Locatelli alle vedute di van Lint e Paolo Anesi), viene ereditata dal fratello minore Giovan Battista, già erede dei titoli Pallavicini.

#### Le prime dismissioni all'ultimo quarto del XVIII secolo
Sotto Giovan Battista Rospigliosi le due raccolte tornarono dunque a unirsi sotto una medesima figura di rappresentanza per un breve periodo, fino alla morte di questi, nel 1784, allorché la collezione Rospigliosi fu ereditata dal suo primogenito avuto durante le nozze con Maria Eleonora Caffarelli, Giuseppe, mentre la collezione Pallavicini andò all'altro maschio di casa, Luigi (1756-1835).
Con l'avvento delle autorità francesi della Repubblica Romana, le famiglie nobiliari cittadine subirono un brusco tracollo finanziario che le obbligò a vendere, per far fronte ai debiti e alle ingenti spese insorte per via delle imponenti tassazioni imposte dalle autorità giacobine, gran parte delle proprie collezioni d'arte e proprietà immobiliari. Al 1798 risalgono quindi le prime dismissioni di opere della collezione Rospigliosi, dove il principe Giuseppe e Luigi Pallavicini, decisero di cedere alcune delle opere più notevoli presenti nelle loro collezioni, quindi quelle di Nicolas Poussin (ad eccezione della Morte di Zanobia), il San Gerolamo e l'angelo del Guercino e il Paesaggio con briganti di Claude Lorrain.

### Ottocento
Nei primi decenni del XIX secolo, il duca Giuseppe Rospigliosi effettuò alcuni acquisti allo scopo di reintegrare con alcuni capolavori il prestigio della collezione, intaccato sul finire del precedente secolo. Al 1816 risale l'acquisto a Firenze della cosiddetta Derelitta, del piccolo trittico con la Trasfigurazione di Cristo, san Girolamo e sant'Agostino e del tondo con la Vergine, tutte opere di Sandro Botticelli, e del Trionfo della Castità di Lorenzo Lotto (tutte oggi confluite nella collezione Pallavicini).
Nel 1824 venne emesso un decreto pontificio da Pio VII che vincolava la collezione allo scopo di tenerla unita: l'intera raccolta fu quindi inventariata con il parere di Bertel Thorvaldsen per le sculture e Francesco Camuccini per i dipinti.

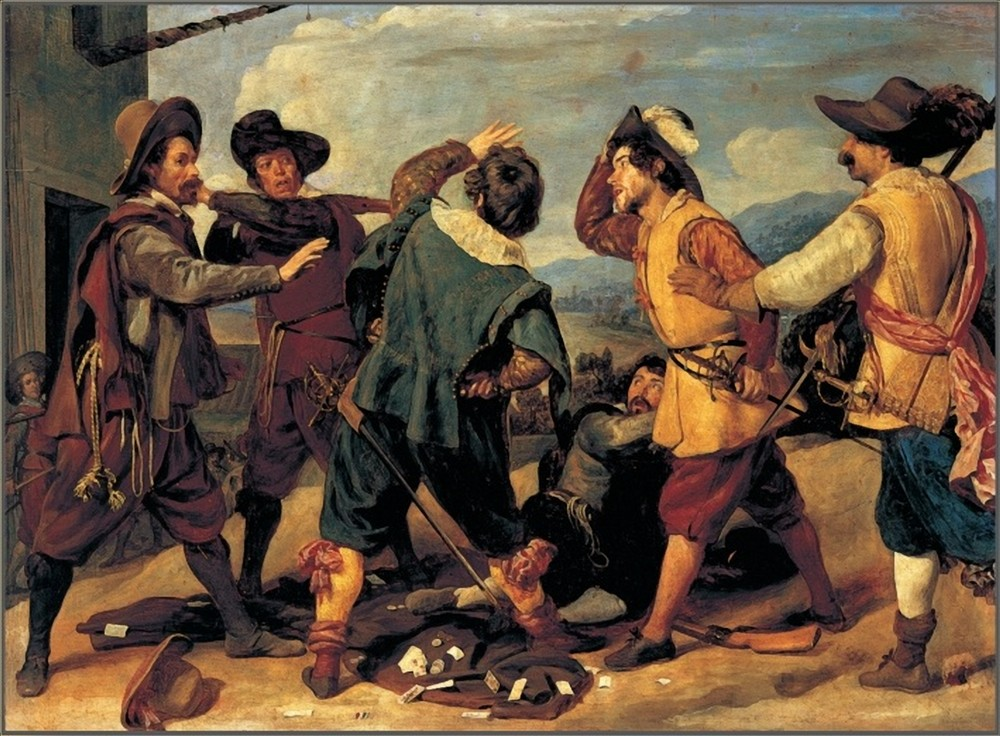
Diego Velazquez, Rissa

Giuseppe muore nel 1833, appena due anni dopo venne a mancare anche il fratello Luigi: le due collezioni tornarono quindi a riunirsi sotto il primogenito di Giuseppe, Giulio Cesare Rospigliosi, visto che i due figli Pallavicini erano prematuramente morti al padre. Con Giulio Cesare la collezione si arricchisce di un importante lascito della collezione Colonna. Più precisamente, Giulio Cesare prelevò dapprima il lascito che la moglie Margherita Colonna Gioeni, una delle tre figlie di Filippo III (1779-1816), XII principe e duca di Paliano, ereditò dal padre, consistente in un terzo della collezione su cui non cadeva il vincolo fidecommissario di casa, e successivamente a questo, acquistò nel 1841 anche quello di una delle due cognate, Maria, sposata con Giulio Lante della Rovere, dov'erano giunte opere quali la Rissa di Diego Velazquez, la Sacra Famiglia dell'Ortolano, il Tempio di Venere di Claude Lorrain (oggi tutte e tre confluite nella Galleria Pallavicini), diversi paesaggi di Gaspar van Wittel, Gaspard Dughet, Jan e Pieter van Bloemen e Andrea Locatelli.
Nel 1848 la famiglia Rospigliosi-Pallavicini perse la giurisdizione feudale di Zagarolo, con il comune che verrà dichiarato autonomo. Grazie ai due figli maschi avuti durante il suo matrimonio, Giulio Cesare ritornò a organizzare le basi per separare i due casati, cosa che avvenne alla morte del duca, nel 1859, anche in termini materiali con la separazione delle due collezioni d'arte, che da questa successione in poi non tornerà mai più sotto la gestione di un medesimo rappresentante di famiglia: la Rospigliosi fu ereditata quindi dal primogenito Clemente, mentre la collezione Pallavicini da Francesco, da cui poi si genererà il ramo tuttora esistente che detiene ancora la collezione d'arte e la parte di palazzo del Quirinale di loro pertinenza.

### Novecento

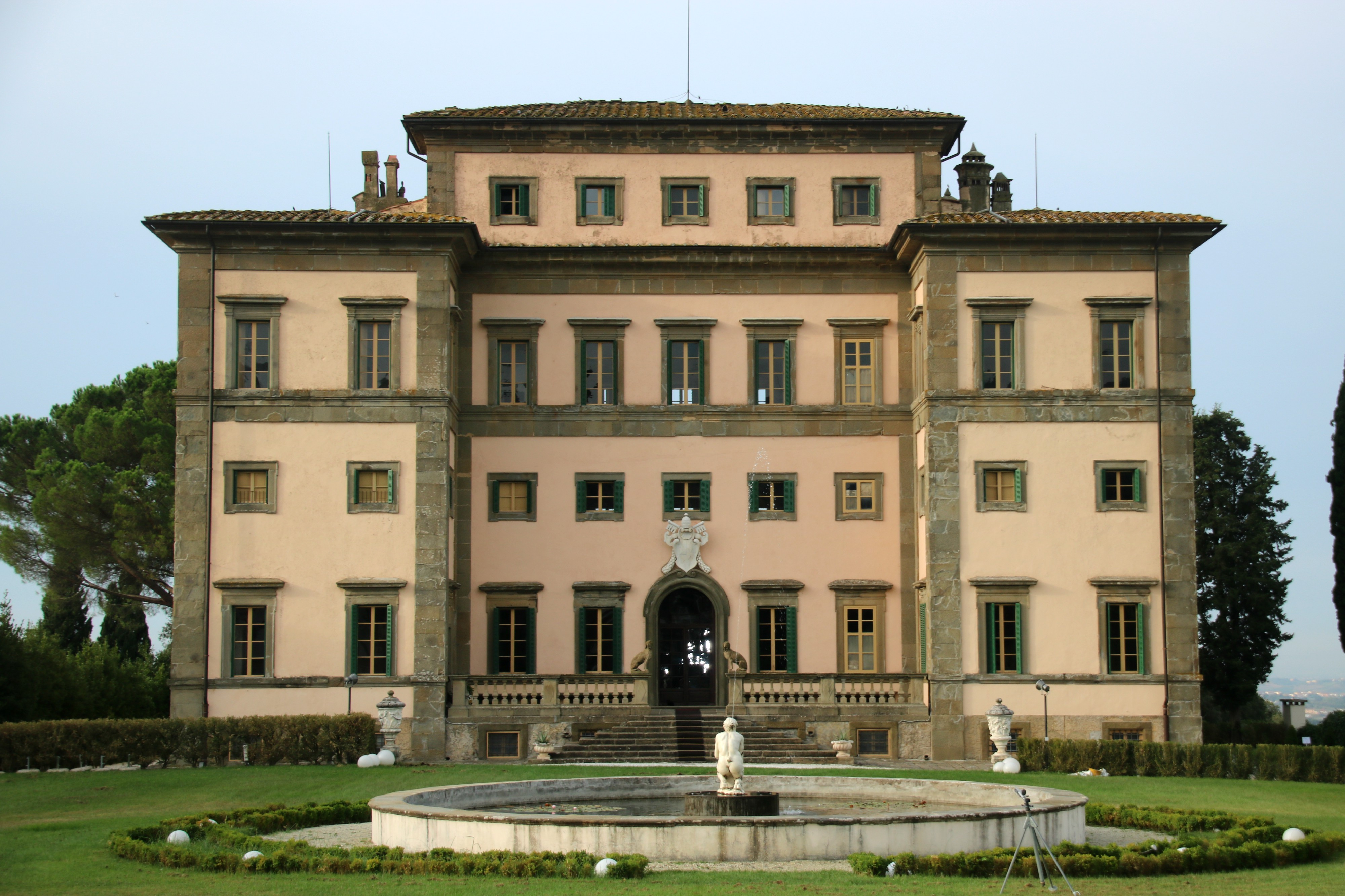
Villa Rospigliosi di Lamporecchio

Dopo diversi passaggi ereditari la collezione arrivò a Gerolamo Rospigliosi. La parte del palazzo nobiliare del Quirinale di proprietà della famiglia fu ceduta dopo una grave crisi finanziaria che colpì il casato, dovuta agli sforzi economici fatti per sostenere gli oneri di bonifica della tenuta di Maccarese e il contemporaneo crollo dei prezzi dei terreni. Nel 1926 le tenute di Maccarese e Fregene furono cedute, così come quella di Lamporecchio, che avvenne agli inizi degli anni '30.
Nel 1931 e 1932 avvennero due grandi battute d'asta che interessarono numerose opere della raccolta (alcune delle quali cedute sottobanco da Gerolamo, in quanto le stesse erano state precedentemente vincolate), come il Ritratto del cardinale Giulio Rospigliosi di Giovanni Maria Morandi,  il Ritratto del cardinale Antonio Banchieri di Agostino Masucci, la Lucrezia di Dosso Dossi, il Ritratto di Maria Maddalena Rospigliosi Panciatichi e quello di Clemente IX, entrambi di Carlo Maratta, la famosa spinetta Rospigliosi, decorata con paesaggi e temi mitologici da Ludovico Gimignani (oggi in collezione privata milanese), una cospicua serie di opere bambocciate e di pitture paesaggiste. La Società Immobiliare Montecatini acquistò durante queste battute d'asta gran parte delle opere e anche i due piani del palazzo Pallavicini Rospigliosi al Quirinale (il pianterreno e il quarto) di proprietà della famiglia pistoiese-romana, mentre il Governatorato di Roma in questo contesto riuscì ad accaparrare per la città un cospicuo numero di opere, per lo più settecentesche, oggi tutte al Museo di palazzo Braschi, dove sono giunte sette tele della serie di Ritratti del bambino di casa Rospigliosi (Pietro Banchieri, figlio di Niccolò Banchieri e Caterina Rospigliosi e nipote di Papa Clemente IX) vestito nei modi più vari, di autore anonimo del XVII secolo, scene di guerra di Manglard e la serie dei cavalli di Johann Reder.
La porzione di palazzo destinata alla famiglia Rospigliosi divenne quindi per molti anni la sede della Federconsorzi, che dal 1939 prese in fitto i suddetti locali, fino ad ereditarne i diritti. Fallita la federazione dei consorzi agrari nel 1992, i piani del palazzo già di pertinenza Rospigliosi passarono nel 1995 tra le proprietà della Coldiretti, che è divenuta in quell'anno anche la proprietaria della collezione d'arte, composta da oltre cento dipinti collocati al quarto piano dello stabile, non accessibile al pubblico.

## Elenco delle opere (non completo)

### Antichità
- Atena Rospigliosi, Galleria Pallavicini di palazzo Pallavicini Rospigliosi (casino dell'Aurora), Roma
- Diana Rospigliosi, Galleria Pallavicini di palazzo Pallavicini Rospigliosi (casino dell'Aurora), Roma
- Scipione Rospigliosi, Galleria Pallavicini di palazzo Pallavicini Rospigliosi (casino dell'Aurora), Roma

### Sculture
- Alessandro Algardi (bottega di), Deposizione, altorilievo, marmo di Carrara, 69 cm diametro, palazzo Pallavicini Rospigliosi (collezione Coldiretti), Roma
- Alessandro Algardi (bottega di), Riposo durante la fuga in Egitto, altorilievo, marmo di Carrara, 69 cm diametro, palazzo Pallavicini Rospigliosi (collezione Coldiretti), Roma
- Anonimo del XVII secolo, Busto del cardinale Lazzaro Pallavicini, marmo di Carrara, 107 cm altezza (con peduccio), palazzo Pallavicini Rospigliosi (collezione Coldiretti), Roma
- Anonimo del XVII secolo, Busto di Clemente IX, marmo di Carrara, 93 cm altezza (con peduccio), palazzo Pallavicini Rospigliosi (collezione Coldiretti), Roma
- Anonimo del XVII secolo, Busto di san Carlo Borromeo, marmo di Carrara, 76 cm altezza (con peduccio), palazzo Pallavicini Rospigliosi (collezione Coldiretti), Roma
- Anonimo del XVII secolo, Busto di Faunessa, marmo rosso, bianco e nero, 60 cm altezza (con peduccio), palazzo Pallavicini Rospigliosi (collezione Coldiretti), Roma
- Anonimo del XVII secolo, Busto di Fauno, marmo rosso, bianco e nero, 62 cm altezza (con peduccio), palazzo Pallavicini Rospigliosi (collezione Coldiretti), Roma
- Anonimo del XVII secolo, Putto su un delfino, marmo lunense, 75 cm altezza (con peduccio), palazzo Pallavicini Rospigliosi (collezione Coldiretti), Roma
- Giuseppe Mazzuoli, Busto di Maria Camilla Pallavicini, marmo di Carrara, 95 cm altezza (con peduccio), palazzo Pallavicini Rospigliosi (collezione Coldiretti), Roma
- Giuseppe Mazzuoli, Busto di Giovan Battista Rospigliosi, marmo di Carrara, 95 cm altezza (con peduccio), palazzo Pallavicini Rospigliosi (collezione Coldiretti), Roma

### Disegni e pitture

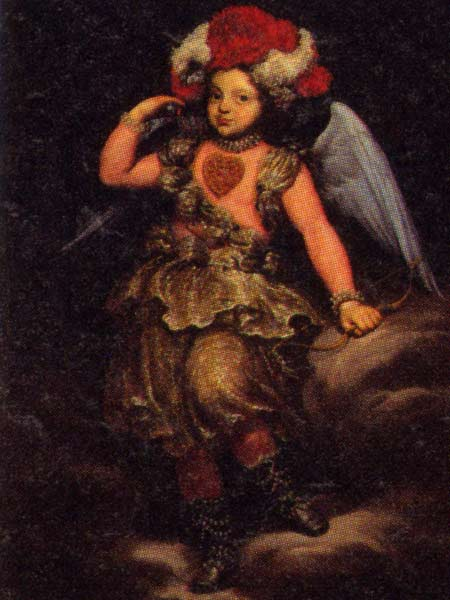
Anonimo del XVII secolo, Bambino di casa Rospigliosi vestito da cupido (Pietro Banchieri)

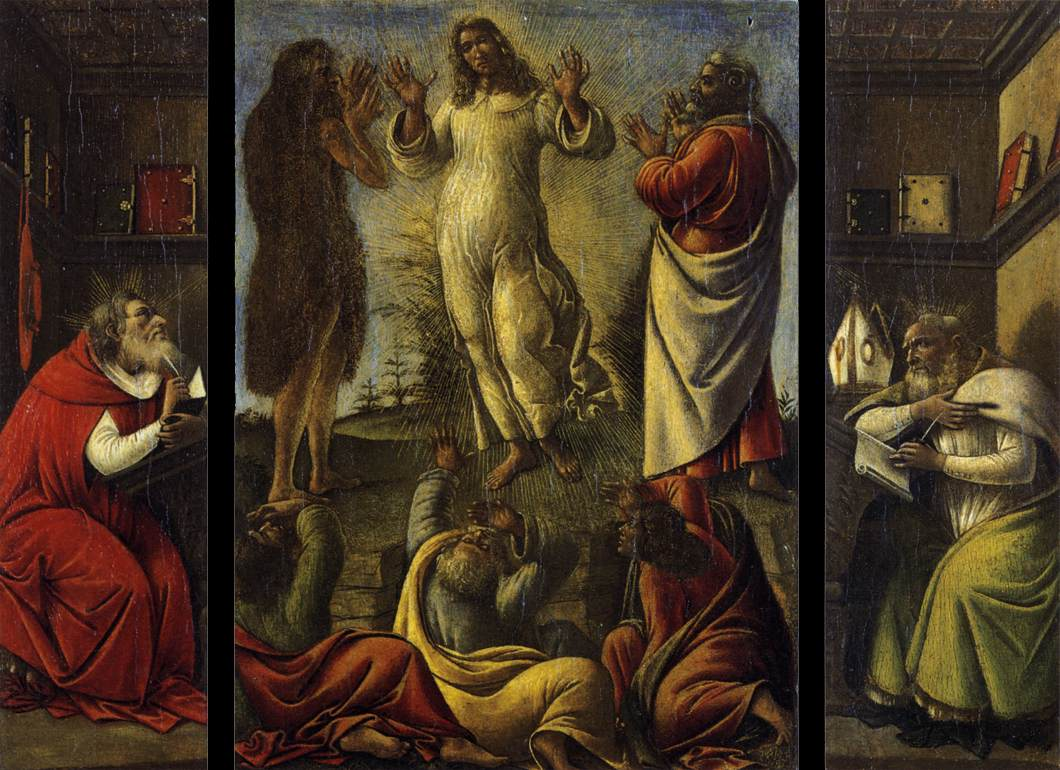
Botticelli, Trasfigurazione di Cristo, san Girolamo e sant'Agostino

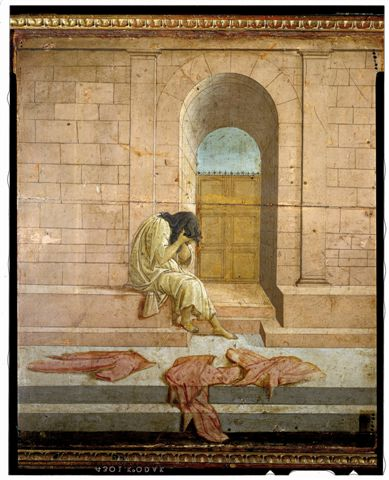
Botticelli, Derelitta

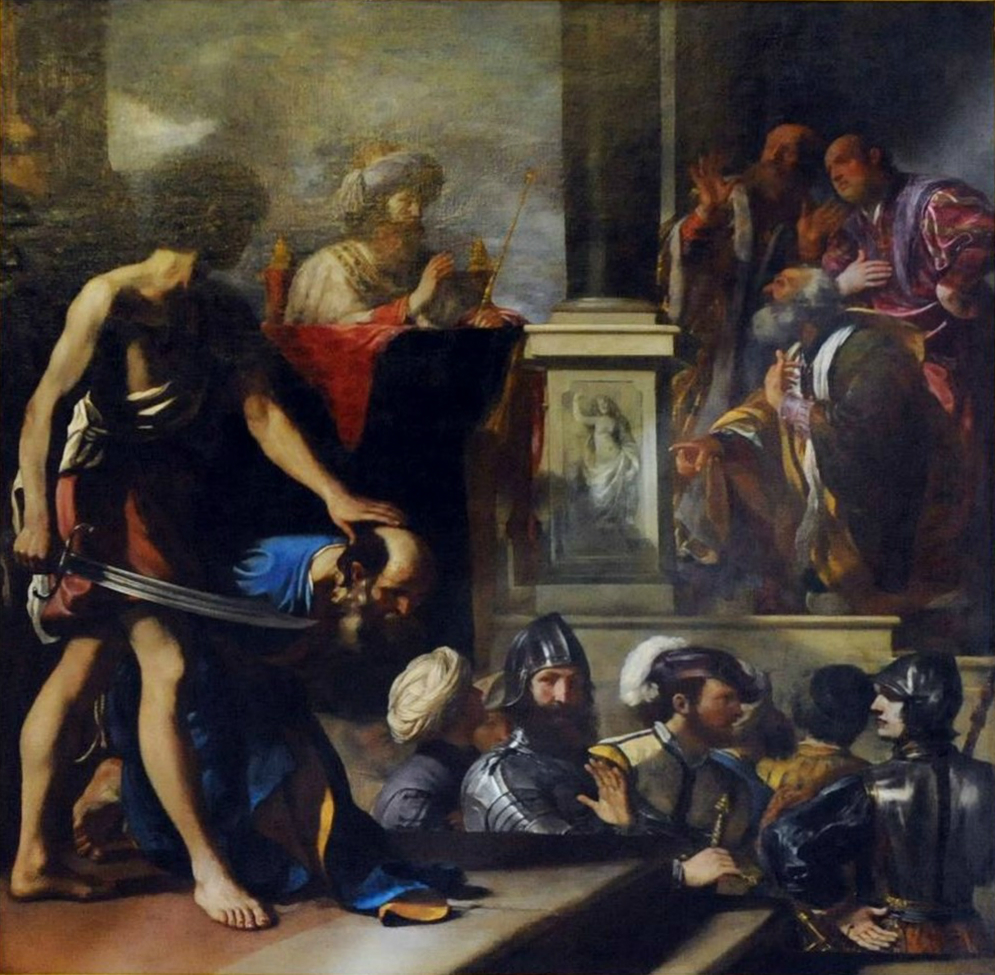
Guercino, Damone e Pinzia

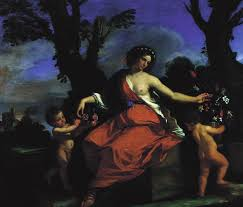
Guercino, Flora

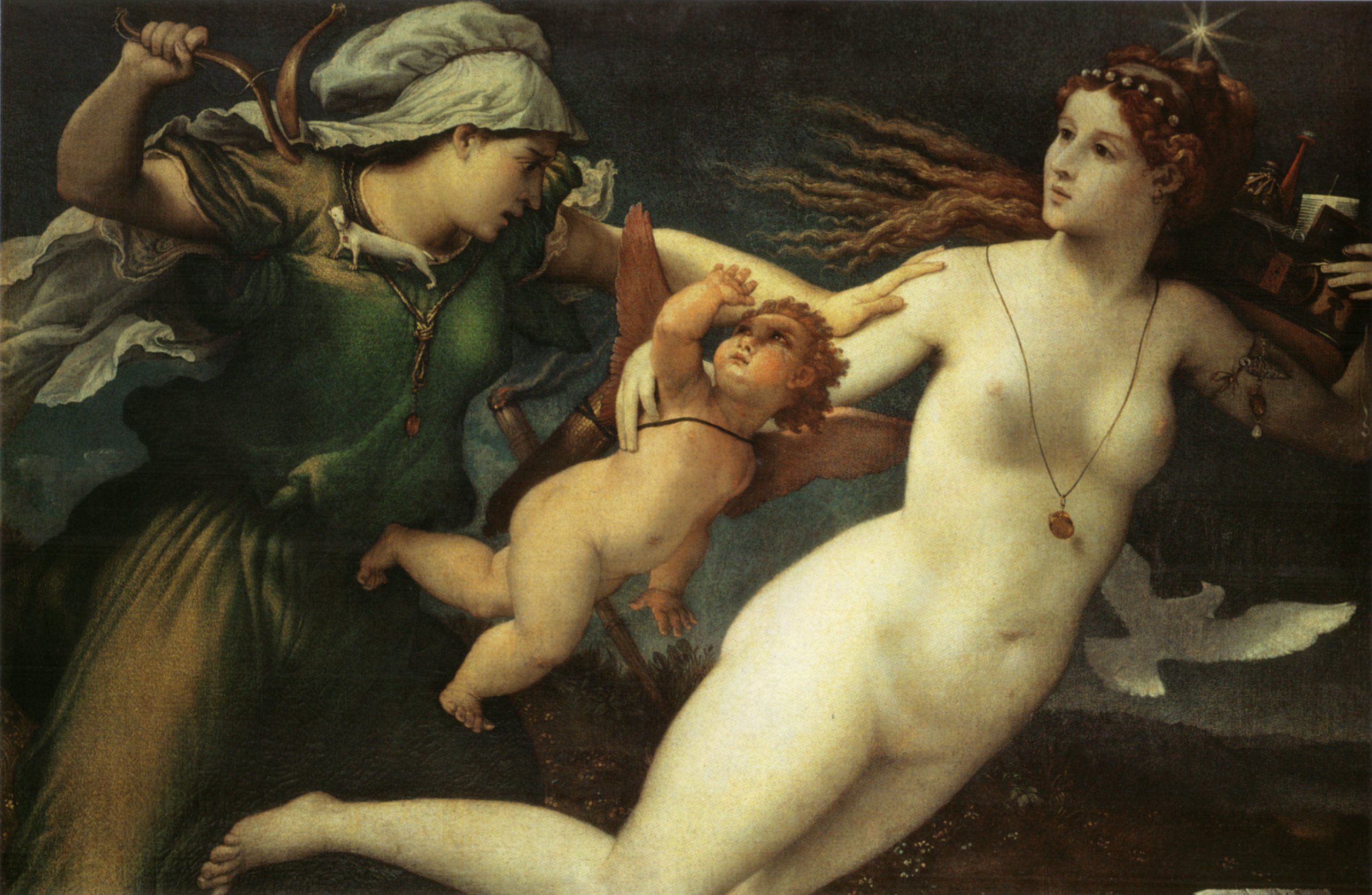
Lorenzo Lotto, Trionfo della Castità

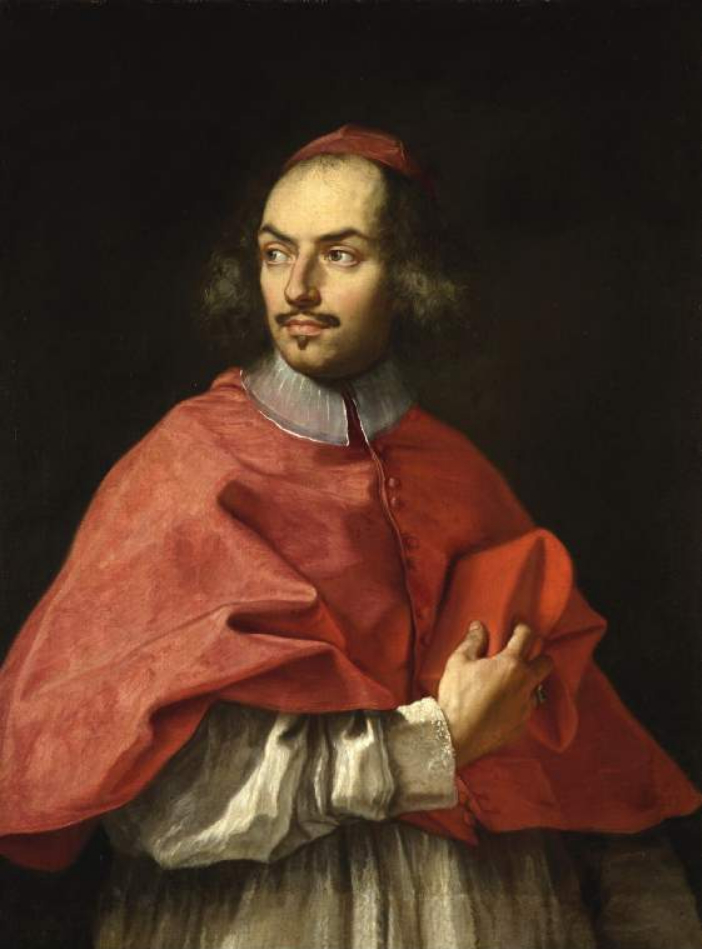
Carlo Maratta, Ritratto del cardinale Giacomo Rospigliosi (versione del Fitzwilliam Museum di Cambridge)

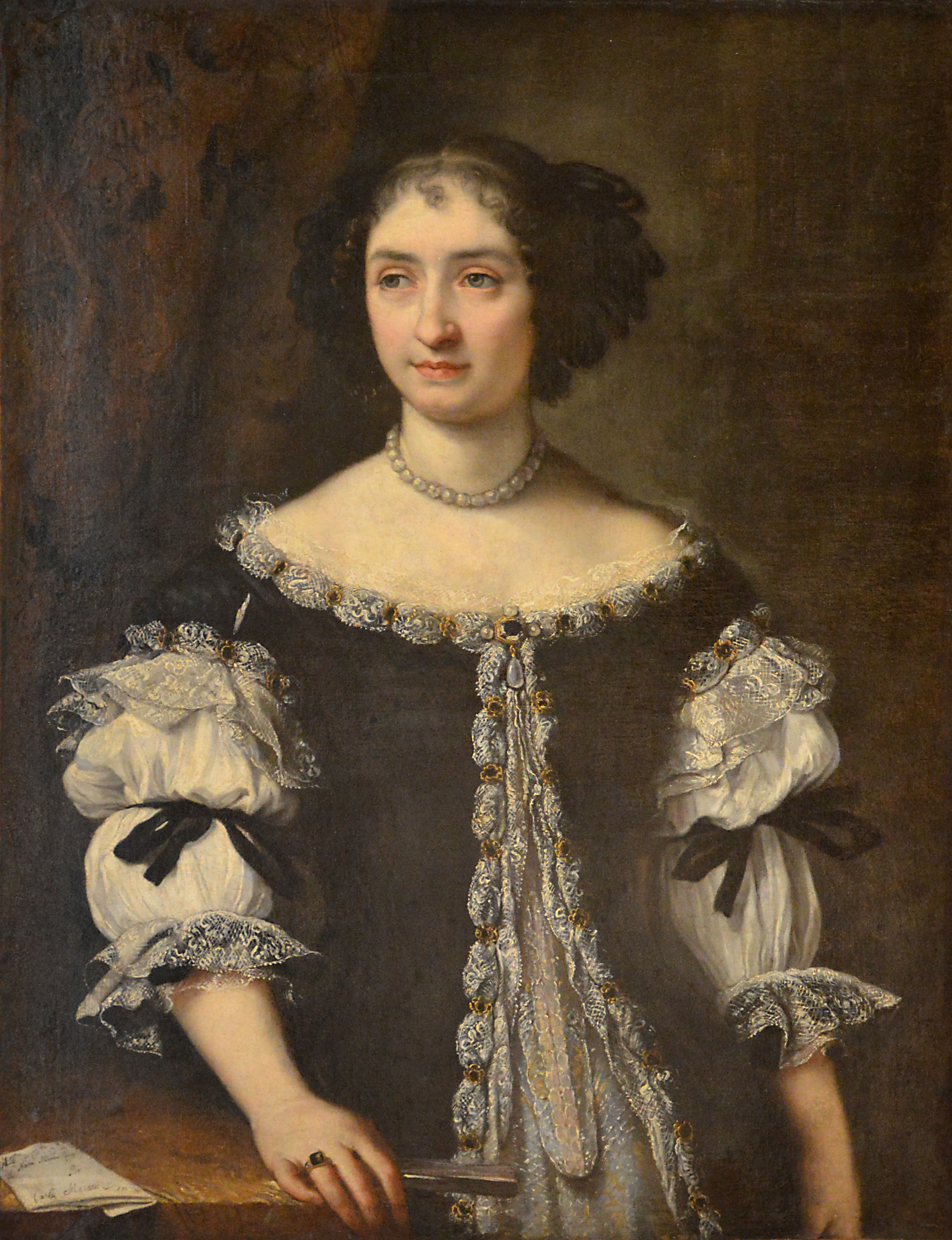
Carlo Maratta, Ritratto di Maria Maddalena Rospigliosi Panciatichi

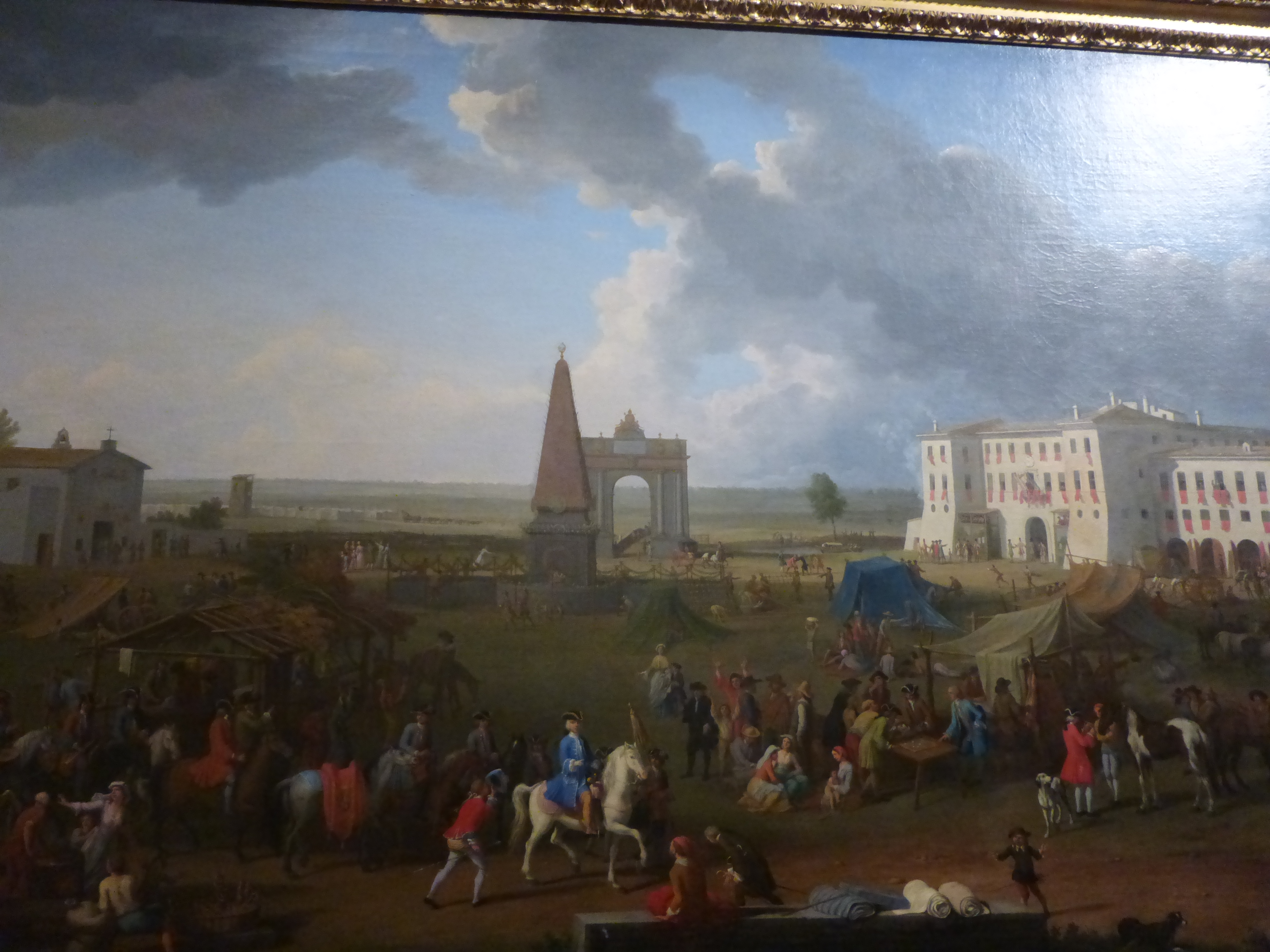
Adrien Manglard, Festa del principe Camillo Rospigliosi in onore di San Giorgio a Maccarese

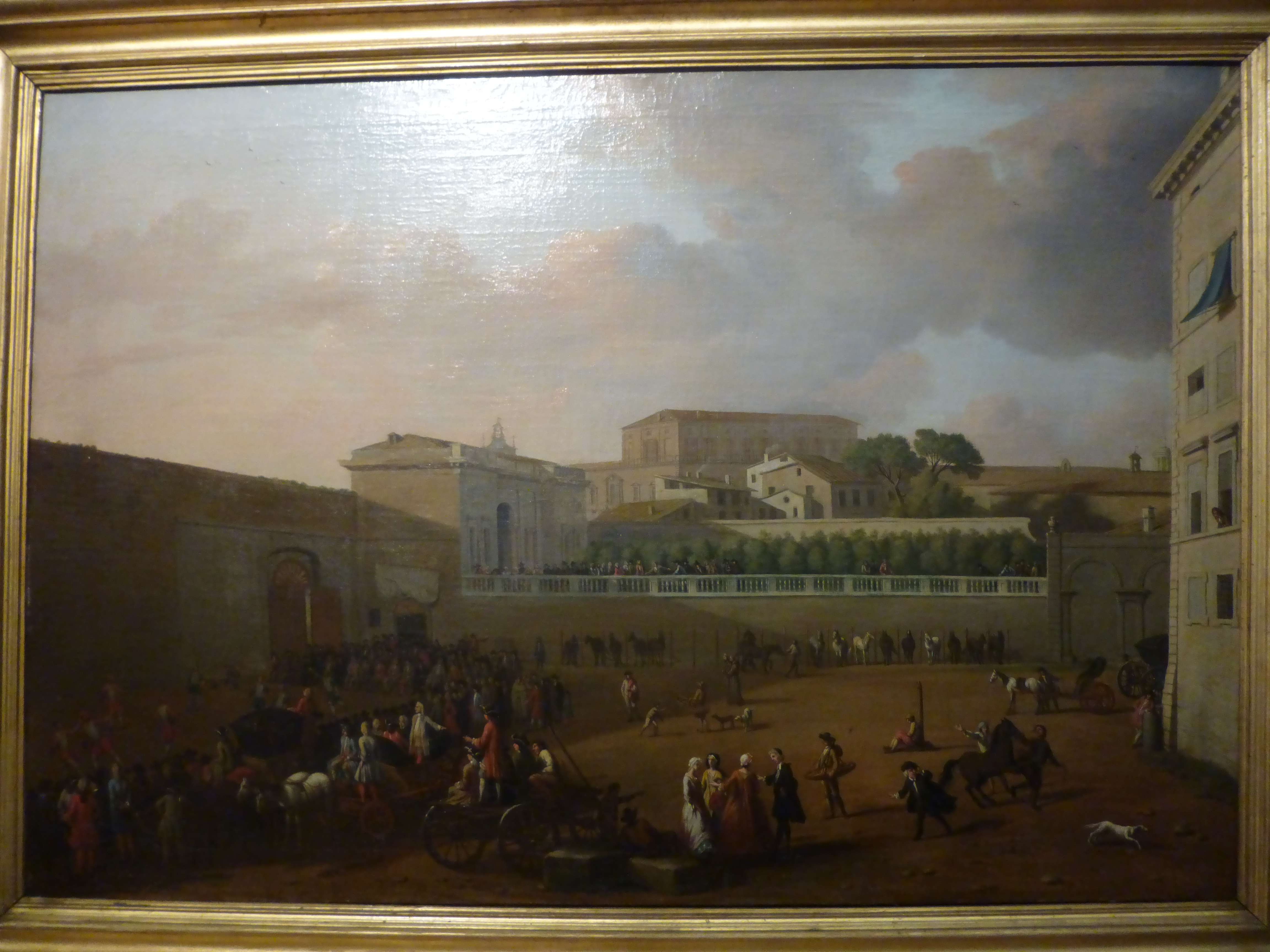
Adrien Manglard, Veduta di palazzo Rospigliosi Pallavicini con il gioco della palla

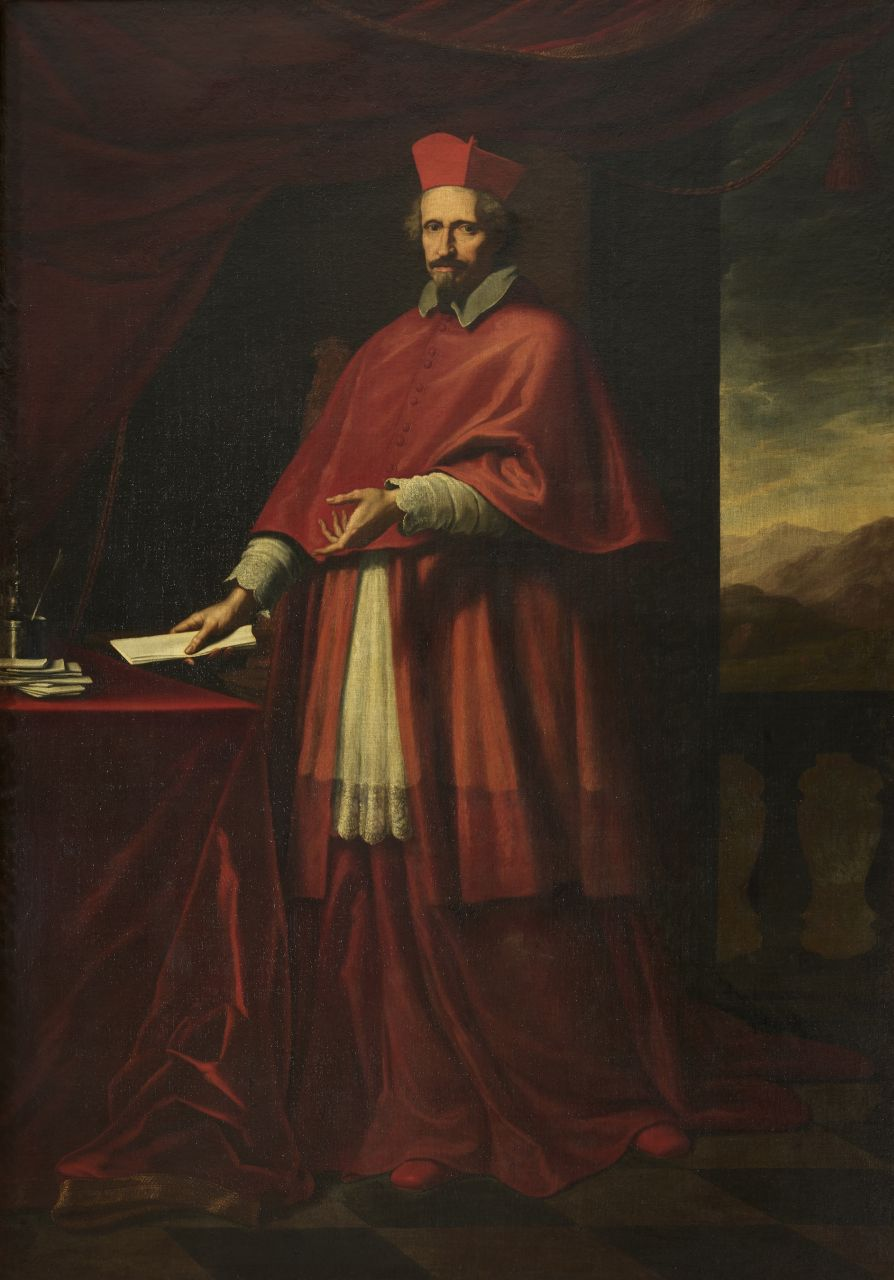
Giovanni Maria Morandi, Ritratto del cardinale Giulio Rospigliosi

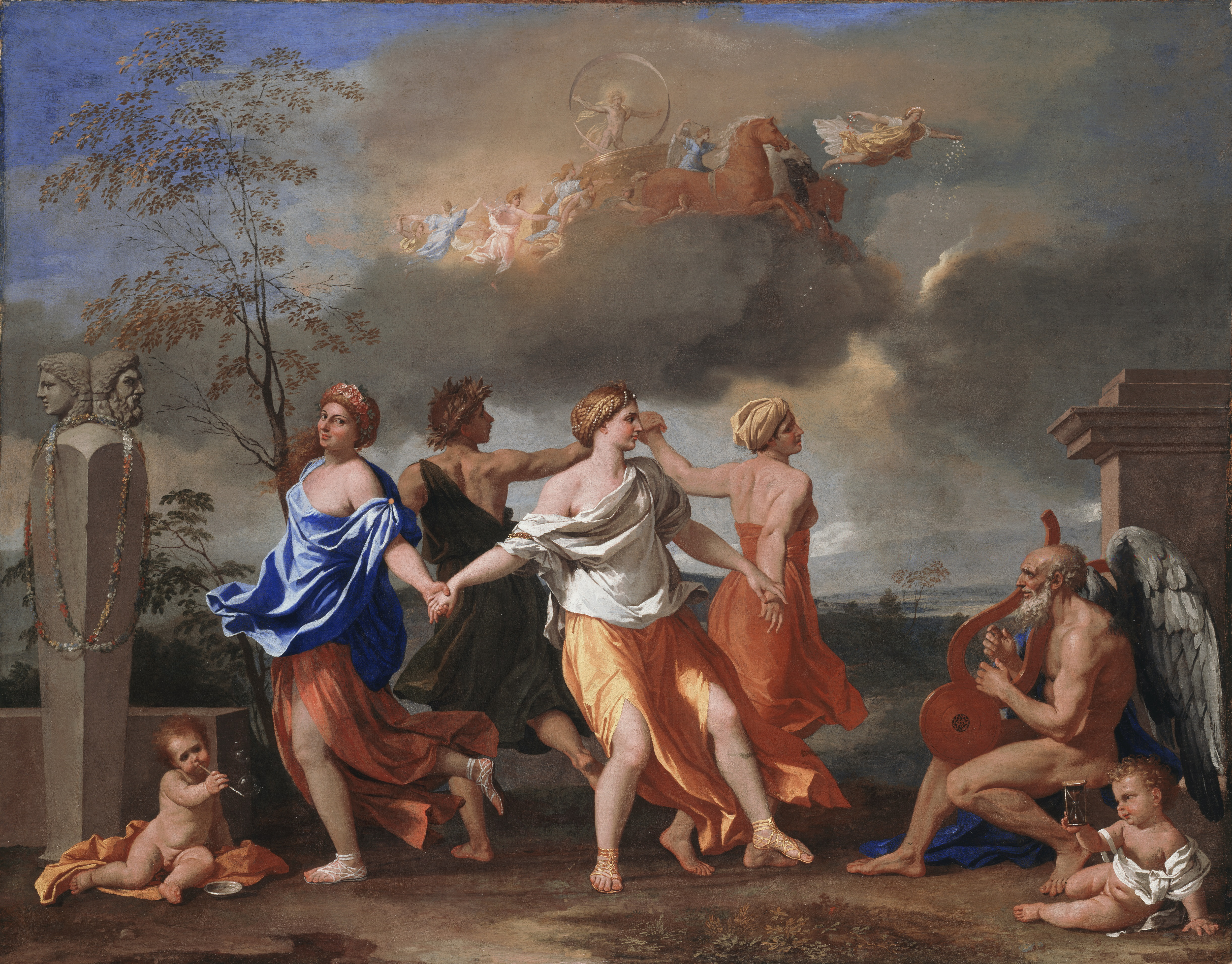
Nicolas Poussin, Danza alla musica del Tempo

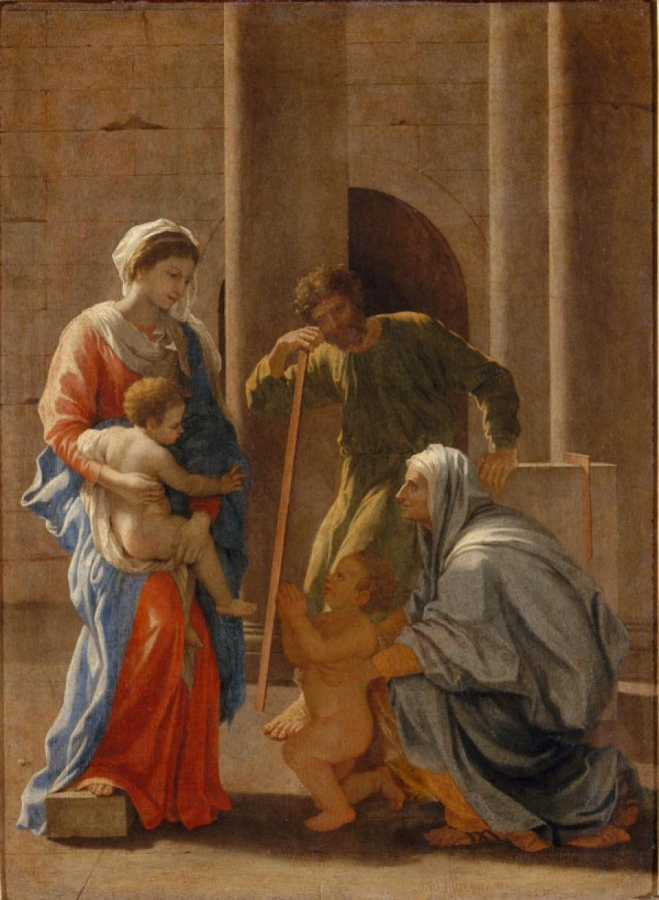
Nicolas Poussin, Sacra Famiglia nel Tempio

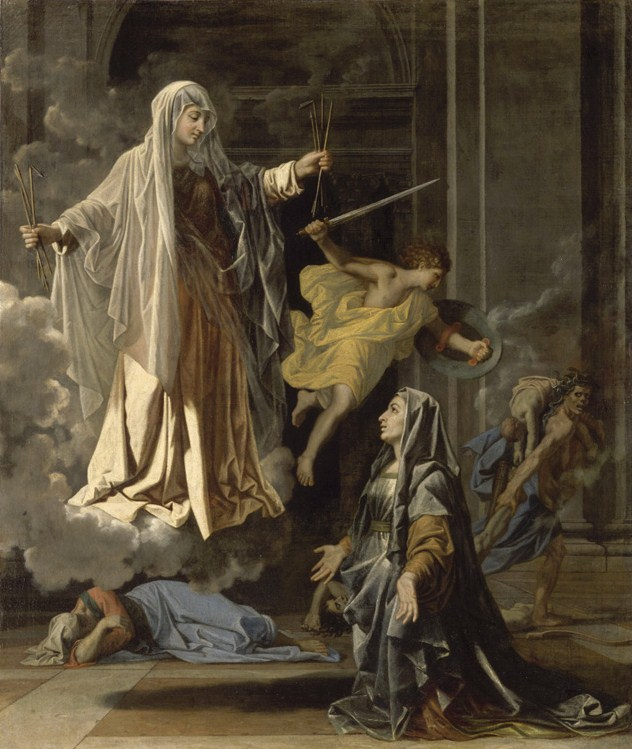
Nicolas Poussin, Santa Francesca Romana che prega per la Vergine di allontanare la peste

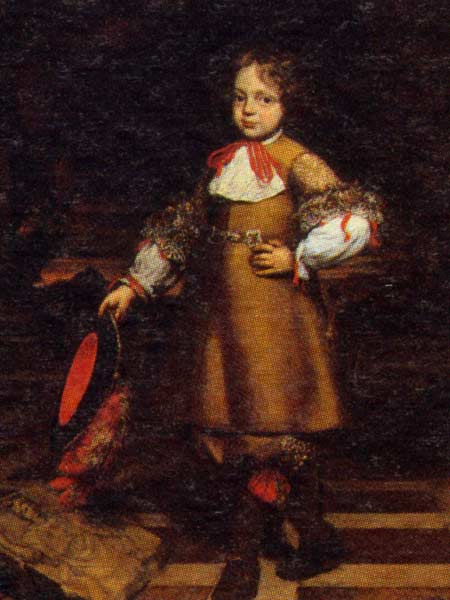
Pierre Ronche, Bambino di casa Rospigliosi (Pietro Banchieri)

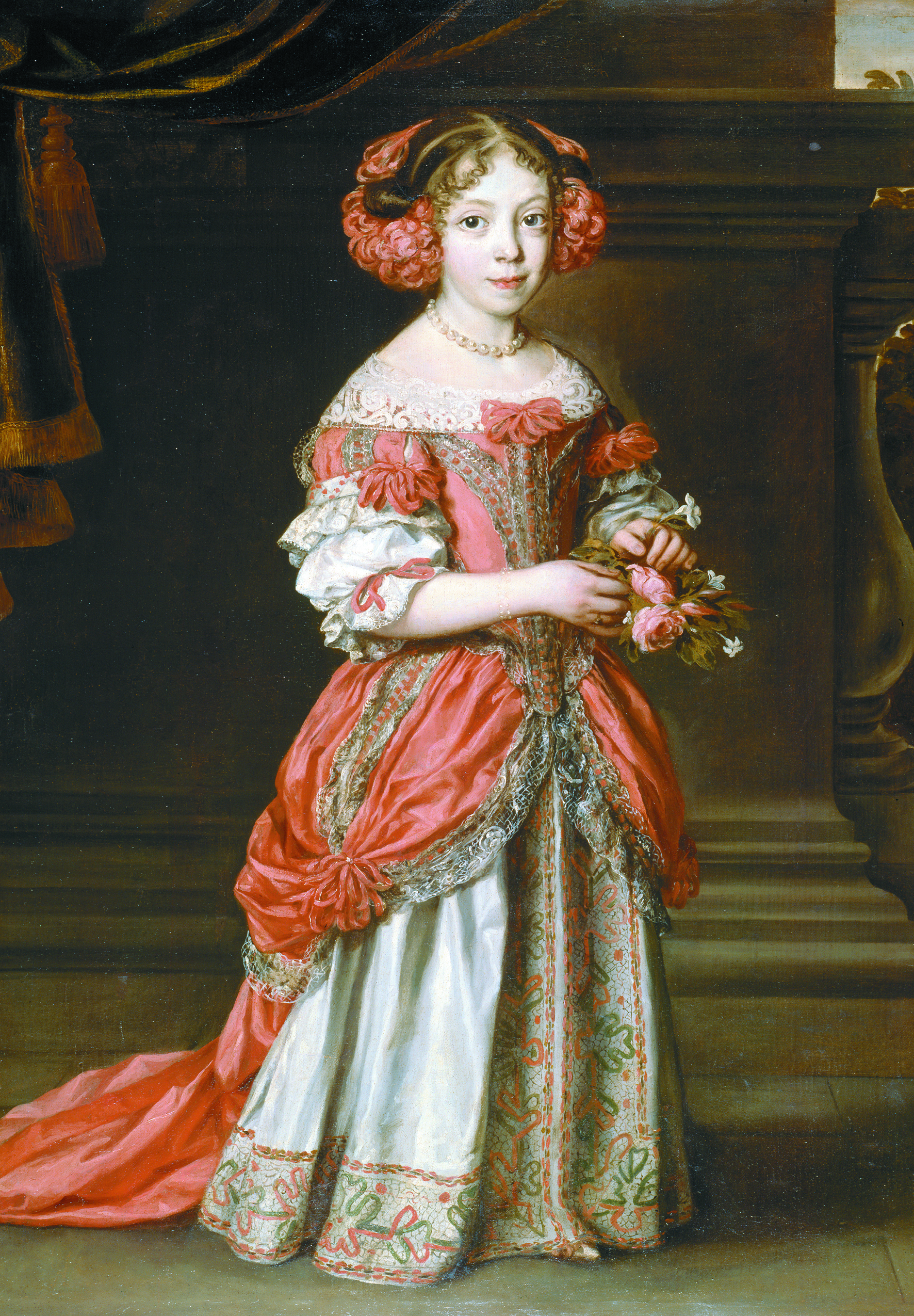
Jacob Ferdinand Voet, Bambino di casa Rospigliosi vestito da dama (Pietro Banchieri)

- Francesco Albani, Cristo fanciullo circondato da angeli recanti i simboli della Passione, Galleria Palatina di palazzo Pitti, Firenze
- Antonino Alberti, Santa Cecilia con tre putti musicanti, olio su tela, 245×148 cm, palazzo Pallavicini Rospigliosi (collezione Coldiretti), Roma
- Paolo Albertoni, Cristo morto, seconda metà del XVII secolo, olio su tela, 25×32 cm, palazzo Pallavicini Rospigliosi (collezione Coldiretti), Roma
- Anonimo del XVI secolo, Muzio Scevola, olio su tavola, 114×87 cm, palazzo Pallavicini Rospigliosi (collezione Coldiretti), Roma
- Anonimo del XVI secolo, Scena di cucina, fine XVI secolo, olio su tela, 100×133 cm, palazzo Pallavicini Rospigliosi (collezione Coldiretti), Roma
- Anonimo del XVII secolo, Bambino di casa Rospigliosi (Pietro  Banchieri) vestito da Pulcinella, Galleria Pallavicini di palazzo Pallavicini Rospigliosi, Roma
- Anonimo del XVII secolo, Bambino di casa Rospigliosi  (Pietro Banchieri) vestito da fanciulla, Museo di palazzo Braschi, Roma
- Anonimo del XVII secolo, Bambino di casa Rospigliosi  (Pietro Banchieri) vestito da guardia svizzera, Museo di palazzo Braschi, Roma
- Anonimo del XVII secolo, Bambino di casa Rospigliosi  (Pietro Banchieri) vestito da sultano, Museo di palazzo Braschi, Roma
- Anonimo del XVII secolo, Bambino di casa Rospigliosi  (Pietro Banchieri) vestito in costume a strisce e galani, Museo di palazzo Braschi, Roma
- Anonimo del XVII secolo, Bambino di casa Rospigliosi  (Pietro Banchieri) vestito da dama con ritratto di Clemente IX, Museo di palazzo Braschi, Roma
- Anonimo del XVII secolo, Bambino di casa Rospigliosi (Pietro Banchieri) vestito da cupido, Museo di palazzo Braschi, Roma
- Anonimo del XVII secolo, Bambino di casa Rospigliosi  (Pietro Banchieri) vestito in costume teatrale, Museo di palazzo Braschi, Roma
- Anonimo del XVII secolo, Bambino di casa Rospigliosi  (Pietro Banchieri) vestito in costume teatrale con perle, Museo di palazzo Braschi, Roma
- Anonimo del XVII secolo, Betsabea al bagno, olio su tela, 135×95 cm, palazzo Pallavicini Rospigliosi (collezione Coldiretti), Roma
- Anonimo del XVII secolo, La cavalla Cammerina, Museo di palazzo Braschi, Roma
- Anonimo del XVII secolo, Cane e animali da cortile, olio su tela, 134×97 cm, palazzo Pallavicini Rospigliosi (collezione Coldiretti), Roma
- Anonimo del XVII secolo, Deposizione, olio su tela, 32×24 cm, palazzo Pallavicini Rospigliosi (collezione Coldiretti), Roma
- Anonimo del XVII secolo, Giunone si china sul corpo di Argo, ucciso da Mercurio, olio su tela, 210×400 cm, palazzo Pallavicini Rospigliosi (collezione Coldiretti), Roma
- Anonimo del XVII secolo, Ratto di Proserpina, olio su tela, 210×400 cm, palazzo Pallavicini Rospigliosi (collezione Coldiretti), Roma
- Anonimo del XVII secolo, Padre Eterno, olio su tela, 61×46 cm, palazzo Pallavicini Rospigliosi (collezione Coldiretti), Roma
- Anonimo del XVII secolo, Paesaggio con una mucca e una donna, olio su tela, 75×98 cm, palazzo Pallavicini Rospigliosi (collezione Coldiretti), Roma
- Anonimo del XVII secolo, Paesaggio con cavaliere, olio su tela, 74×100 cm, palazzo Pallavicini Rospigliosi (collezione Coldiretti), Roma
- Anonimo del XVII secolo, Progetto per la fontana di Trevi, olio su tela, 66×49 cm, palazzo Pallavicini Rospigliosi (collezione Coldiretti), Roma
- Anonimo del XVII secolo, Ritratto di Clemente IX, olio su tela, 71,5×59,5 cm, palazzo Pallavicini Rospigliosi (collezione Coldiretti), Roma
- Anonimo del XVII secolo, San Francesco e l'angelo, olio su tela, 119×95,5 cm, palazzo Pallavicini Rospigliosi (collezione Coldiretti), Roma
- Anonimo del XVII secolo, San Matteo, olio su tela, 47×37 cm, palazzo Pallavicini Rospigliosi (collezione Coldiretti), Roma
- Anonimo del XVII secolo, San Pietro, olio su tela, 47×37 cm, palazzo Pallavicini Rospigliosi (collezione Coldiretti), Roma
- Anonimo del XVII secolo, San Marco, olio su tela, 47×37 cm, palazzo Pallavicini Rospigliosi (collezione Coldiretti), Roma
- Anonimo del XVII secolo, Santa Teresa, olio su tela, 66×49 cm, palazzo Pallavicini Rospigliosi (collezione Coldiretti), Roma
- Anonimo del XVII secolo, Le tre Marie, olio su tela, 110×147 cm, palazzo Pallavicini Rospigliosi (collezione Coldiretti), Roma
- Anonimo del XVII secolo, La venerabile Maria Anna di Gesù, olio su tela, 136×101 cm, palazzo Pallavicini Rospigliosi (collezione Coldiretti), Roma
- Anonimo del XVIII secolo, Madonna col Bambino e san Giuseppe, olio su tela, 26,5×21 cm, palazzo Pallavicini Rospigliosi (collezione Coldiretti), Roma
- Anonimo del XVIII secolo, Ritratto di Giovan Battista Rospigliosi, Galleria Pallavicini di palazzo Pallavicini Rospigliosi, Roma
- Anonimo del XVIII secolo, Sacra Famiglia, olio su tela, 63,5×48 cm, palazzo Pallavicini Rospigliosi (collezione Coldiretti), Roma
- Anonimo del XVIII secolo, Testa di orientale, pastello su carta, 44×35 cm, palazzo Pallavicini Rospigliosi (collezione Coldiretti), Roma
- Anonimo olandese, Marina con vascelli alla fonda, XVII secolo, olio su tela, 60×81 cm, palazzo Pallavicini Rospigliosi (collezione Coldiretti), Roma
- Anonimo veneto, Giuditta con la testa di Oloferne, seconda metà del XVI secolo, olio su tela, 125×100 cm, palazzo Pallavicini Rospigliosi (collezione Coldiretti), Roma
- Lazzaro Baldi, San Ludovico Beltràn mostra la croce agli aborigeni americani, olio su tela, 24,6×193,5, palazzo Pallavicini Rospigliosi (entro la collezione Coldiretti), Roma
- Pietro Paolo Baldini, Scena di martirio, disegno su carta, 23×28,5 cm, palazzo Pallavicini Rospigliosi (collezione Coldiretti), Roma
- Pompeo Batoni, Visitazione, Galleria Pallavicini di palazzo Pallavicini Rospigliosi, Roma
- Pompeo Batoni, San Filippo e la Vergine, Galleria nazionale d'arte antica di palazzo Barberini, Roma
- Gian Lorenzo Bernini (bottega di), Angelo con la croce, disegno a penna su carta, 28,5×21,8 cm, palazzo Pallavicini Rospigliosi (collezione Coldiretti), Roma
- Gian Lorenzo Bernini (bottega di), Angelo con la spugna, disegno a penna su carta, 22×14,5 cm, palazzo Pallavicini Rospigliosi (collezione Coldiretti), Roma
- Johann Frans van Bloemen, Paesaggio con l'Aventino, la tomba di Cecilia Metella e pastori, 1744, olio su tela, 96×130 cm, palazzo Pallavicini Rospigliosi (collezione Coldiretti), Roma
- Johann Frans van Bloemen, Paesaggio con il Colosseo, pastori ed armenti, 1744, olio su tela, 96×130 cm, palazzo Pallavicini Rospigliosi (collezione Coldiretti), Roma
- Johann Frans van Bloemen (imitatore di), Paesaggio con contadini su un lago, olio su tela, 125×214,5 cm, palazzo Pallavicini Rospigliosi (collezione Coldiretti), Roma
- Johann Frans van Bloemen, Veduta con il Colosseo e l'arco di Costantino, Galleria Pallavicini di palazzo Pallavicini Rospigliosi, Roma
- Johann Frans van Bloemen, Veduta della campagna romana, Galleria Pallavicini di palazzo Pallavicini Rospigliosi, Roma
- Johann Frans van Bloemen, Veduta di Zagarolo, 1707, olio su tela, 192×238 cm, palazzo Pallavicini Rospigliosi (collezione Coldiretti), Roma
- Pieter van Bloemen, Pastore con animali al guado, olio su tela, 84×114 cm, palazzo Pallavicini Rospigliosi (collezione Coldiretti), Roma
- Pieter van Bloemen, Pastore con capre e mucche, olio su tela, 84×114 cm, palazzo Pallavicini Rospigliosi (collezione Coldiretti), Roma
- Giuseppe Bottani, Merca dei bufali a Maccarese, 1755 ca., olio su tela, 182×272 cm, Museo di palazzo Braschi, Roma
- Paul Bril, Paesaggio costiero con barche e pescatori, olio su tela, 61×83 cm, palazzo Pallavicini Rospigliosi (collezione Coldiretti), Roma
- Botticelli, Derelitta, 1480, tempera su tavola, 47×45 cm, Galleria Pallavicini di palazzo Pallavicini Rospigliosi, Roma
- Botticelli, Trasfigurazione di Cristo, san Girolamo e sant'Agostino, 1500 ca., tempera su tavola, 28×36 cm, Galleria Pallavicini di palazzo Pallavicini Rospigliosi, Roma
- Botticelli, Vergine, Galleria Pallavicini di palazzo Pallavicini Rospigliosi, Roma
- Abraham Brueghel, Natura morta con mele fichi ed un cocomero, olio su tela, 52×106 cm, palazzo Pallavicini Rospigliosi (collezione Coldiretti), Roma
- Abraham Brueghel, Natura morta con pesche, melograne, uva e una zucca, olio su tela, 52×106 cm, palazzo Pallavicini Rospigliosi (collezione Coldiretti), Roma
- Andrea Camassei, San Luca che dipinge la Madonna, Galleria Pallavicini di palazzo Pallavicini Rospigliosi, Roma
- Andrea Camassei, Adorazione del Bambino, Galleria Pallavicini di palazzo Pallavicini Rospigliosi, Roma
- Annibale Carracci (copia da), Cristo deriso, olio su tela, 59×74,7 cm, palazzo Pallavicini Rospigliosi (entro la collezione Coldiretti), Roma
- Michelangelo Cerquozzi (imitatore di), Pastori in sosta presso un rudere, XVII secolo, olio su tela, 45 cm diametro, palazzo Pallavicini Rospigliosi (collezione Coldiretti), Roma
- Michelangelo Cerquozzi (imitatore di), Una fioraia e un gentiluomo, XVII secolo, olio su tela, 45 cm diametro, palazzo Pallavicini Rospigliosi (collezione Coldiretti), Roma
- Giovan Domenico Cerrini, Ecce Homo, Galleria Pallavicini di palazzo Pallavicini Rospigliosi, Roma
- Giuseppe Chiari (?), Fuga in Egitto, olio su tela, 96×73 cm, palazzo Pallavicini Rospigliosi (collezione Coldiretti), Roma
- Tommaso Chiari, Madonna e Gesù con santa Elisabetta, san Giovanni e altri santi, olio su tela, 44×34 cm, palazzo Pallavicini Rospigliosi (collezione Coldiretti), Roma
- Sebastiano Conca (copia da), Miracolo di san Toribio Magrovejo, olio su tela, 175×260 cm, palazzo Pallavicini Rospigliosi (collezione Coldiretti), Roma
- Sebastiano Conca, Sacra Famiglia, olio su rame, 45,5 cm diametro, palazzo Pallavicini Rospigliosi (collezione Coldiretti), Roma
- Viviano Codazzi, Veduta con tempio e figure, olio su tela, 73×100 cm, palazzo Pallavicini Rospigliosi (collezione Coldiretti), Roma
- David de Coninck, Galli, un coniglio e un pavone, olio su tela, 49×64,5 cm, palazzo Pallavicini Rospigliosi (collezione Coldiretti), Roma
- David de Coninck, Cani in riposo dfopo la caccia, olio su tela, 49,5×63 cm, palazzo Pallavicini Rospigliosi (collezione Coldiretti), Roma
- Pietro da Cortona, Sant'Ivo si costituisce avvocato dei poveri (bozzetto), olio su tela, 132×73 cm, palazzo Pallavicini Rospigliosi (collezione Coldiretti), Roma
- Jacques Courtois, Battaglia, olio su tela, 50×67 cm, palazzo Pallavicini Rospigliosi (collezione Coldiretti), Roma
- Jacques Courtois, Battaglia, olio su tela, 50×67 cm, palazzo Pallavicini Rospigliosi (collezione Coldiretti), Roma
- Dosso Dossi, Santa Lucrezia, 1510-1520, olio su tavola, 53×41,9 cm, National Gallery of Art, Washington
- Antoon van Dyck, Santa Rosalia, olio su tela, 160×120 cm, palazzo Pallavicini Rospigliosi (collezione Coldiretti), Roma
- Filippo Fregiotti, Canarino, olio su rame, 19,5×27,5 cm, palazzo Pallavicini Rospigliosi (collezione Coldiretti), Roma
- Giovanni Ghisolfi (imitatore di), Prospettiva architettonica con cinque figure, olio su tela, 111×162 cm, palazzo Pallavicini Rospigliosi (collezione Coldiretti), Roma
- Giovanni Ghisolfi (imitatore di), Prospettiva architettonica con sette figure e fondo di paesaggio, olio su tela, 111×162 cm, palazzo Pallavicini Rospigliosi (collezione Coldiretti), Roma
- Giovanni Ghisolfi (imitatore di), Prospettiva architettonica con quattro figure e una statua, olio su tela, 111×162 cm, palazzo Pallavicini Rospigliosi (collezione Coldiretti), Roma
- Giacinto Gimignani, Allegoria della Speranza, Galleria Pallavicini di palazzo Pallavicini Rospigliosi, Roma
- Giacinto Gimignani, Allegoria del dominio mediceo su Pistoia, Galleria Pallavicini di palazzo Pallavicini Rospigliosi, Roma
- Giacinto Gimignani, Gloria di san Clemente, Galleria Pallavicini di palazzo Pallavicini Rospigliosi, Roma
- Giacinto Gimignani, Muzio Scevola di fronte a Porsenna, disegno a matita, 28×37 cm, palazzo Pallavicini Rospigliosi (collezione Coldiretti), Roma
- Ludovico Gimignani, Miracolo di santa Maria Maddalena de' Pazzi, Galleria Pallavicini di palazzo Pallavicini Rospigliosi, Roma
- Ludovico Gimignani, Maddalena in meditazione, disegno, 26,7×18,5 cm, Galleria Pallavicini di palazzo Pallavicini Rospigliosi, Roma
- Ludovico Gimignani, La Vergine impone il velo a santa Maria Maddalena de' Pazzi, 1669, olio su tela, 210×300 cm, palazzo Pallavicini Rospigliosi (collezione Coldiretti), Roma
- Ludovico Gimignani (copia da Paolo Veronese), Trionfo di Venezia, olio su tela, 115×78 cm, palazzo Pallavicini Rospigliosi (collezione Coldiretti), Roma
- Ludovico Gimignani e David de Coninck, Ragazzo con levriero, olio su tela, 207,5×146 cm, palazzo Pallavicini Rospigliosi (collezione Coldiretti), Roma
- Ludovico Gimignani, Ester sviene davanti ad Assuero, 1669, olio su tela, 175×280 cm, palazzo Pallavicini Rospigliosi (collezione Coldiretti), Roma
- Ludovico Gimignani, San Pietro d'Alcantara, Galleria Pallavicini di palazzo Pallavicini Rospigliosi, Roma
- Ludovico Gimignani, Comunione di san Bernardino, olio su tela, 190×260 cm, palazzo Pallavicini Rospigliosi (collezione Coldiretti), Roma
- Luca Giordano, Conversione di San Paolo, Galleria Pallavicini di palazzo Pallavicini Rospigliosi, Roma (confluito dalla collezione di Maria Camilla Pallavicini)
- Luca Giordano, Fuga di Elena, olio su tela, 200×253 cm, palazzo Pallavicini Rospigliosi (collezione Coldiretti), Roma
- Luca Giordano, Giuliano l'Apostata, Galleria Pallavicini di palazzo Pallavicini Rospigliosi, Roma (confluito dalla collezione di Maria Camilla Pallavicini)
- Guercino, Damone e Pizia, olio su tela, 233×233 cm, palazzo Pallavicini Rospigliosi (collezione Coldiretti), Roma
- Guercino, Flora, olio su tela, 203×234 cm, palazzo Pallavicini Rospigliosi (collezione Coldiretti), Roma
- Guercino e bottega, Fruttivendola con Bambino, olio su tela, 60×35 cm, palazzo Pallavicini Rospigliosi (collezione Coldiretti), Roma
- Guercino (bottega di), San Benedetto, olio su tela, 63×48,5 cm, palazzo Pallavicini Rospigliosi (collezione Coldiretti), Roma
- Guercino (copia da), San Francesco a figura intera in preghiera, olio su tela, 158×125 cm, palazzo Pallavicini Rospigliosi (collezione Coldiretti), Roma
- Guercino (imitatore di), San Girolamo, disegno su carta, 26,5×37,5 cm, palazzo Pallavicini Rospigliosi (collezione Coldiretti), Roma
- Guercino (imitatore di), Venere e Adone, disegno a penna su carta, 20×25,7 cm, palazzo Pallavicini Rospigliosi (collezione Coldiretti), Roma
- Jacob de Heusch, Veduta del Palatino con il Tempio di Venere, l'arco di Costantino e il Colosseo, olio su tela, 123×229 cm, palazzo Pallavicini Rospigliosi (collezione Coldiretti), Roma
- Filippo Lauri (bottega di), Lapidazione di santo Stefano, olio su tela, 46×66 cm, palazzo Pallavicini Rospigliosi (collezione Coldiretti), Roma
- Andrea Locatelli, Veduta della campagna romana (×2), collezione privata
- Andrea Locatelli, Scene pastorali della campagna romana (×4 ovali), collezione privata
- David Loreti, Ritratto di GIuseppe Rospigliosi, Galleria Pallavicini di palazzo Pallavicini Rospigliosi, Roma
- David Loreti, Ritratto di Luigi Rospigliosi Pallavicini, Galleria Pallavicini di palazzo Pallavicini Rospigliosi, Roma
- Benedetto Luti, Ritratto del cardinal Carlo Agostino Fabroni, olio su tela, 88×68 cm, palazzo Pallavicini Rospigliosi (collezione Coldiretti), Roma
- Claude Lorrain, Paesaggio da villa Madama (I versione), 1637, National Gallery, Londra
- Claude Lorrain, Paesaggio da villa Madama (II versione), 1637, Galleria Pallavicini di palazzo Pallavicini Rospigliosi, Roma
- Claude Lorrain, Paesaggio con briganti, collezione privata inglese
- Claude Lorrain, Paesaggio con Diana e Callisto, disegno, 26×37 cm, palazzo Pallavicini Rospigliosi (collezione Coldiretti), Roma
- Claude Lorrain, Paesaggio con Mercurio e Aglauro, Galleria Pallavicini di palazzo Pallavicini Rospigliosi, Roma
- Claude Lorrain, Paesaggio con Mercurio e Aglauro, disegno, Galleria Pallavicini di palazzo Pallavicini Rospigliosi, Roma
- Claude Lorrain, Paesaggio costiero con Mercurio e Aglauro, disegno, Galleria Pallavicini di palazzo Pallavicini Rospigliosi, Roma
- Claude Lorrain, Paesaggio con san Giorgio e il drago, disegno, 20×27,5 cm, palazzo Pallavicini Rospigliosi (collezione Coldiretti), Roma
- Claude Lorrain, Imbarco di Sant'Orsola, 1665, disegno, 21×26,5 cm, palazzo Pallavicini Rospigliosi (collezione Coldiretti), Roma
- Claude Lorrain, Le stagioni danzano al suono del Tempo, disegno, Galleria Pallavicini di palazzo Pallavicini Rospigliosi, Roma
- Claude Lorrain, Le Eliadi piangono sulla tomba di Fetonte, disegno, Galleria Pallavicini di palazzo Pallavicini Rospigliosi, Roma
- Claude Lorrain, Tempio di Venere, Galleria Pallavicini di palazzo Pallavicini Rospigliosi, Roma
- Lorenzo Lotto, Trionfo della Castità, 1530 ca., olio su tela, 73×114 cm, Galleria Pallavicini di palazzo Pallavicini Rospigliosi, Roma
- Maestro del Metropolitan (?), Natura morta con mele, melograne, uva e un uomo, 1660-1670, olio su tela, 35×60 cm, palazzo Pallavicini Rospigliosi (collezione Coldiretti), Roma
- Adrien Manglard, Gara di lotta a Maccarese, Museo di palazzo Braschi, Roma
- Adrien Manglard, Cattura dei turchi a Maccarese, Museo di palazzo Braschi, Roma
- Adrien Manglard, Festa del principe Camillo Rospigliosi in onore di San Giorgio a Maccarese, Museo di palazzo Braschi, Roma
- Adrien Manglard, Gesù salva la Navicella di san Pietro, collezione privata
- Adrien Manglard, Marina con giocatori su un molo, olio su tela, 49×65 cm, palazzo Pallavicini Rospigliosi (collezione Coldiretti), Roma
- Adrien Manglard, Ritorno dalla caccia a Maccarese, collezione privata, Roma
- Adrien Manglard, Veduta di mare in tempesta, villino Boncompagni Ludovisi, Roma
- Adrien Manglard, Veduta di palazzo Rospigliosi Pallavicini con il gioco della palla, Museo di palazzo Braschi, Roma
- Adrien Manglard, Veduta di un porto, villino Boncompagni Ludovisi, Roma
- Carlo Maratta, Ritratto di Clemente IX, Pinacoteca vaticana, Città del Vaticano
- Carlo Maratta, Ritratto del cardinale Giacomo Rospigliosi, Fitzwilliam Museum, Cambridge
- Carlo Maratta (bottega di), Ritratto del cardinale Giacomo Rospigliosi quarantenne, olio su tela, 75×60,5 cm, palazzo Pallavicini Rospigliosi (collezione Coldiretti), Roma
- Carlo Maratta (bottega di), Ritratto del cardinale Giacomo Rospigliosi in età matura, olio su tela, 87×67 cm, palazzo Pallavicini Rospigliosi (collezione Coldiretti), Roma
- Carlo Maratta, Ritratto del cardinale Giacomo Rospigliosi, Museo di palazzo Braschi, Roma
- Carlo Maratta, Ritratto di Maria Maddalena Rospigliosi Panciatichi, 1664, olio su tela, 94×73 cm, Galleria nazionale d'arte antica di palazzo Barberini, Roma
- Carlo Maratta, Madonna della Neve, Galleria Pallavicini di palazzo Pallavicini Rospigliosi, Roma
- Carlo Maratta, San Filippo in preghiera dinanzi alla Vergine, olio su tela, 230×180 cm, palazzo Pallavicini Rospigliosi (collezione Coldiretti), Roma
- Agostino Masucci, Ritratto del cardinale Antonio Banchieri, 1728-1750, olio su tela, 76×62 cm, collezione privata
- Agostino Masucci, Ritratto di Camillo Rospigliosi a cavallo, Museo di palazzo Braschi, Roma
- Renauld de la Montagne, Battaglia navale notturna fra due navi, olio su rame, 24×18 cm, palazzo Pallavicini Rospigliosi (collezione Coldiretti), Roma
- Renauld de la Montagne, Marina con navi sottovento presso un porto, olio su rame, 24×18 cm, palazzo Pallavicini Rospigliosi (collezione Coldiretti), Roma
- Renauld de la Montagne (?), Veliere con navi e un faro, olio su tela, 95×130 cm, palazzo Pallavicini Rospigliosi (collezione Coldiretti), Roma
- Renauld de la Montagne, Marina con nave in tempo di quiete, olio su rame, 24×18 cm, palazzo Pallavicini Rospigliosi (collezione Coldiretti), Roma
- Renauld de la Montagne, Veliere nel mare in tempesta, olio su rame, 24×18 cm, palazzo Pallavicini Rospigliosi (collezione Coldiretti), Roma
- Giovanni Maria Morandi, Ritratto del cardinale Giulio Rospigliosi, 1656, olio su tela, 242×174,5 cm, Galleria nazionale d'arte antica di palazzo Barberini, Roma
- Paolo Monaldi, Il cavallo Aquilino, Museo di palazzo Braschi, Roma
- Girolamo Muziano, San Pietro Martire, Galleria Pallavicini di palazzo Pallavicini Rospigliosi, Roma (confluito dalla collezione di Maria Camilla Pallavicini)
- Pietro Navarra, Natura morta con cacciaggione, Galleria Pallavicini di palazzo Pallavicini Rospigliosi, Roma (confluito dalla collezione di Maria Camilla Pallavicini)
- Pietro Navarra, Natura morta con uva, fichi e due porcellini d'India, olio su tela, 48×63 cm, palazzo Pallavicini Rospigliosi (collezione Coldiretti), Roma
- Pietro Navarra, Uccello (pesciaiola), olio su tela, 33×45 cm, palazzo Pallavicini Rospigliosi (collezione Coldiretti), Roma
- Pietro Nelli, Ritratto di Clemente Domenico Rospigliosi, già mercato d'antiquario, collezione privata
- Pietro Nelli, Ritratto di Giustina Borromeo Rospigliosi, già mercato d'antiquario, collezione privata
- Pietro Nelli, Ritratto di Maria Vittoria Altrieri Pallavicini, già mercato d'antiquario, 1700-1740, olio su tela, 98×74 cm, collezione privata
- Pietro Nelli, Ritratto di Nicolò Maria Rospigliosi Pallavicini, Galleria Pallavicini di palazzo Pallavicini Rospigliosi, Roma
- L'Ortolano, Sacra Famiglia, Galleria Pallavicini di palazzo Pallavicini Rospigliosi, Roma
- Bordon Paris, San Francesco riceve le stimmate, olio su tela, 80×79 cm, palazzo Pallavicini Rospigliosi (collezione Coldiretti), Roma
- Parmigianino, San Giovannino, Galleria Pallavicini di palazzo Pallavicini Rospigliosi, Roma (confluito dalla collezione di Maria Camilla Pallavicini)
- Simone Pignoni, Cefalo e Procri, olio su tela, 239×207 cm, palazzo Pallavicini Rospigliosi (collezione Coldiretti), Roma
- Matteo Piccioni (attribuito), Ritratto di Camillo Rospigliosi, mosaico, Getty Museum, Malibu
- Pietro del Pò, Assunzione, olio su rame, 75,5×63 cm, palazzo Pallavicini Rospigliosi (collezione Coldiretti), Roma
- Nicolas Poussin, Danza alla musica del Tempo, 1638-1640, olio su tela, 83×105 cm, collezione Wallace, Londra
- Nicolas Poussin, Verità scoperta dal Tempo, 1638-1640, perduta, oggi nota solo tramite incisioni o copie
- Nicolas Poussin, Sacra Famiglia con elefante, 1638-1640, collezione privata
- Nicolas Poussin, Sacra Famiglia nel Tempio, 1638-1640, olio su tela, 67×49 cm, Museo Condé, Chantilly
- Nicolas Poussin, Santa Francesca Romana che prega per la Vergine di allontanare la peste, 1656, olio su tela, 130×101 cm, Museo del Louvre, Parigi
- Nicolas Poussin, Morte di Zenobia, 1657-1660, olio su tela, 156×194,5 cm, Museo dell'Ermitage, San Pietroburgo
- Nicolas Poussin, Paese con tre figure, segnalato nell'inventario del 1713, non rintracciato
- Nicolas Poussin, Paese con tre figure, segnalato nell'inventario del 1713, non rintracciato
- Nicolas Poussin, Madonna col Bambino in seno in una boschereccia, segnalato nell'inventario del 1713, non rintracciato
- Mattia e Gregorio Preti, Cristo dinanzi a Pilato, olio su tela, 131×295 cm, palazzo Pallavicini Rospigliosi, (collezione Coldiretti), Roma
- Christian Reder, Battaglia, Galleria Pallavicini di palazzo Pallavicini Rospigliosi, Roma (confluito dalla collezione di Maria Camilla Pallavicini)
- Christian Reder, Battaglia tra turchi e cristiani, olio su tela, 84,5×237,5 cm, palazzo Pallavicini Rospigliosi (collezione Coldiretti), Roma
- Christian Reder, Battaglia in pianura con accampamenti nel fondo, olio su tela, 84,5×237,5 cm, palazzo Pallavicini Rospigliosi (collezione Coldiretti), Roma
- Christian Reder, Battaglia, Galleria Pallavicini di palazzo Pallavicini Rospigliosi, Roma (confluito dalla collezione di Maria Camilla Pallavicini)
- Christian Reder, Il principe Rospigliosi alla compera dei cavalli, collezione privata, Roma
- Johann Reder, Festa per la vittoria del cavallo Folletto nel palazzetto Rospigliosi a Santa Maria Maggiore, 1748, Museo di palazzo Braschi, Roma
- Johann Reder, Festa per il ritorno delle mozzatore, 1748, Museo di palazzo Braschi, Roma
- Johann Reder, Giostra della vaccine alla Magliana, 1748, Museo di palazzo Braschi, Roma
- Johann Reder, Calesse in fuga durante una sosta alla Maglianella, 1748, Museo di palazzo Braschi, Roma
- Johann Reder, Corsa a porta Angelica, 1748, Museo di palazzo Braschi, Roma
- Johann Reder, Ritratto di un cavallo Rospigliosi (× 9 tele), tutte al Museo di palazzo Braschi, Roma
- Pierre Ronche, Bambino di casa Rospigliosi (Pietro Banchieri), Museo di palazzo Braschi, Roma
- Giovanni Francesco Romanelli, Putti che giocano con un favo di miele, disegno per l'arazzeria Barberini, già nel palazzo Pallavicini Rospigliosi, Roma (trafugato)
- Salvator Rosa, La Poesia, olio su tela, 71×60 cm, Galleria nazionale d'arte antica di palazzo Barberini, Roma
- Salvator Rosa, La Musica, olio su tela, 73×58 cm, Galleria nazionale d'arte antica di palazzo Barberini, Roma
- Salvator Rosa (bottega di), Maddalena in meditazione, olio su tela, 99,5×73 cm, palazzo Pallavicini Rospigliosi (collezione Coldiretti), Roma
- Andrea Sacchi, Giobbe, palazzo Pallavicini Rospigliosi (entro la collezione Coldiretti), Roma (confluito dalla collezione di Maria Camilla Pallavicini)
- Andrea Sacchi (bottega di), Ebbrezza di Noè, olio su tela, 215×286 cm, palazzo Pallavicini Rospigliosi (collezione Coldiretti), Roma
- Andrea Sacchi (bottega di), Giobbe fustigato dal demonio nel letamaio, olio su tela, 155×93 cm, palazzo Pallavicini Rospigliosi (collezione Coldiretti), Roma
- Andrea Sacchi (bottega di), Testa senile, olio su tela, 60×46 cm, palazzo Pallavicini Rospigliosi (collezione Coldiretti), Roma
- Il Sassoferrato (copia da), Vergine in preghiera, olio su tela, 77×61,5 cm, palazzo Pallavicini Rospigliosi (collezione Coldiretti), Roma
- Ippolito Scarsella, Galatea, olio su tela, 59×74 cm, palazzo Pallavicini Rospigliosi (collezione Coldiretti), Roma
- Paul Johann Schor, Figura teatrale, disegno a penna, 28,5×21,8 cm, palazzo Pallavicini Rospigliosi (collezione Coldiretti), Roma
- Giovan Giacomo Sementi (attribuito a), Ecce Homo, olio su tela, 71×98 cm, palazzo Pallavicini Rospigliosi (collezione Coldiretti), Roma
- Francois Simonot, Paesaggio, olio su tela, 29 cm diametro, palazzo Pallavicini Rospigliosi (collezione Coldiretti), Roma
- Francois Simonot, Paesaggio, olio su tela, 29 cm diametro, palazzo Pallavicini Rospigliosi (collezione Coldiretti), Roma
- Bernardo Strozzi, Addolorata, olio su tela, 75×60 cm, palazzo Pallavicini Rospigliosi (collezione Coldiretti), Roma
- Justus Sustermans, Ritratto del gran principe Ferdinando de' Medific da fanciullo, olio su tela, 44×34 cm, palazzo Pallavicini Rospigliosi (collezione Coldiretti), Roma
- Franz Werner Tamm, Natura morta con pavone, Galleria Pallavicini di palazzo Pallavicini Rospigliosi, Roma (confluito dalla collezione di Maria Camilla Pallavicini)
- David Teniers il Giovane, Cucina, Galleria Pallavicini di palazzo Pallavicini Rospigliosi, Roma (confluito dalla collezione di Maria Camilla Pallavicini)
- Diego Velazquez, Rissa, 1630 ca., olio su tela, 28,9×39,6 cm, Galleria Pallavicini di palazzo Pallavicini Rospigliosi, Roma
- Marcello Venusti, Coronazione di spine, olio su rame, 55×39 cm, palazzo Pallavicini Rospigliosi (collezione Coldiretti), Roma
- Jacob Ferdinand Voet, Bambino di casa Rospigliosi vestito da dama (Pietro Banchieri), collezione Peretti
- Jacob Ferdinand Voet, Ritratto di Tommaso Rospogliosi, già nel palazzo Pallavicini Rospigliosi, Roma (disperso)
- Jacob Ferdinand Voet, Ritratto di Vincenzo Bali di Malta, Galleria Pallavicini di palazzo Pallavicini Rospigliosi, Roma
- Jacob Ferdinand Voet, Ritratto di Vincenzo Rospigliosi, olio su tela, 74×60 cm, palazzo Pallavicini Rospigliosi (collezione Coldiretti), Roma
- Karel van Vogelaer, Fiori, Galleria Pallavicini di palazzo Pallavicini Rospigliosi, Roma (confluito dalla collezione di Maria Camilla Pallavicini)
- Karel van Vogelaer, Fiori, Galleria Pallavicini di palazzo Pallavicini Rospigliosi, Roma (confluito dalla collezione di Maria Camilla Pallavicini)
- Gaspar van Wittel, Veduta di Tivoli con la cascata dell'Aniene, 1710-1720, olio su tela, 98×134 cm, collezione privata, Roma

## Albero genealogico degli eredi della collezione
Segue un sommario albero genealogico degli eredi della collezione Rospigliosi, dove sono evidenziati in grassetto gli esponenti della famiglia che hanno ereditato, custodito, o che comunque sono risultati influenti nelle dinamiche inerenti alla collezione d'arte. Per semplicità, il cognome Rospigliosi viene abbreviato a "R.".
| |                         | | | | | | |                                                                             |                                                                             |                                 |                                 |                                |                                |
| |                         | | | | | | | Girolamo R.                                                                 |                                                                             |                                 |                                 |                                |                                |
| |                         | | | | | | |                                                                             |                                                                             |                                 |                                 |                                |                                |
| |                         | | | | | | |                                                                             |                                                                             |                                 |                                 |                                |                                |
| |                         | | | | | Papa Clemente IX (1600-1669) (nato Giulio R., fu l'iniziatore e gran collezionatore d'arte)                                                | Papa Clemente IX (1600-1669) (nato Giulio R., fu l'iniziatore e gran collezionatore d'arte)                                                | Camillo R. (1601-1670) (fu stabile a Pistoia)                               | Camillo R. (1601-1670) (fu stabile a Pistoia)                               | ...e altri due fratelli/sorelle | ...e altri due fratelli/sorelle |                                |                                |
| |                         | | | | | | |                                                                             |                                                                             |                                 |                                 |                                |                                |
| |                         | | | | | | |                                                                             |                                                                             |                                 |                                 |                                |                                |
| |                         | | | Giacomo R. (1628-1684) (cardinal-nipote) | Giacomo R. (1628-1684) (cardinal-nipote) | Giovan Battista R. (1646-1722) (sposato con Maria Camilla Pallavicini, da cui si darà vita all'intreccio ereditario R. Pallavicini)        | Giovan Battista R. (1646-1722) (sposato con Maria Camilla Pallavicini, da cui si darà vita all'intreccio ereditario R. Pallavicini)        | Vincenzo Rospigliosi (1635-1673)                                            | Vincenzo Rospigliosi (1635-1673)                                            | Felice Rospigliosi (1639-1688)  | Felice Rospigliosi (1639-1688)  | ...e altri 13 fratelli/sorelle | ...e altri 13 fratelli/sorelle |
| |                         | | | | | | |                                                                             |                                                                             |                                 |                                 |                                |                                |
| |                         | | | | | | |                                                                             |                                                                             |                                 |                                 |                                |                                |
| |                         | | | Clemente Domenico R. (1674-1752) (primogenito maschio, fu l'erede dei titoli R.) | Clemente Domenico R. (1674-1752) (primogenito maschio, fu l'erede dei titoli R.) | Niccolò Maria R. Pallavicini (1677-1759) (secondogenito maschio, fu l'erede dei titoli Pallavicini)                                        | Niccolò Maria R. Pallavicini (1677-1759) (secondogenito maschio, fu l'erede dei titoli Pallavicini)                                        | Eleonora R. (1682-1734) (sposata con Augusto Chigi, II principe di Farnese) | Eleonora R. (1682-1734) (sposata con Augusto Chigi, II principe di Farnese) |                                 |                                 |                                |                                |
| |                         | | | | | | |                                                                             |                                                                             |                                 |                                 |                                |                                |
| |                         | | | | | | |                                                                             |                                                                             |                                 |                                 |                                |                                |
| |                         | Camillo R. (1714-1763) (ereditò la collezione R., che poi, in quanto senza prole, passerà al fratello minore e alla sua primogenitura) | Camillo R. (1714-1763) (ereditò la collezione R., che poi, in quanto senza prole, passerà al fratello minore e alla sua primogenitura) | Giovan Battista R. Pallavicini (1726-1784) (senza eredi lo zio Nicolò R. Pallavicini, continuò la sua discendenza lui in quanto secondogenito maschio. Alla morte del fratello maggiore, prelevó anche la collezione R., riunendo per breve tempo le due raccolte)                                                                        | Giovan Battista R. Pallavicini (1726-1784) (senza eredi lo zio Nicolò R. Pallavicini, continuò la sua discendenza lui in quanto secondogenito maschio. Alla morte del fratello maggiore, prelevó anche la collezione R., riunendo per breve tempo le due raccolte)     | ...e altre 3 sorelle | ...e altre 3 sorelle |                                                                             |                                                                             |                                 |                                 |                                |                                |
| |                         | | | | | | |                                                                             |                                                                             |                                 |                                 |                                |                                |
| |                         | | | | | | |                                                                             |                                                                             |                                 |                                 |                                |                                |
| |                         | | Giuseppe R. (1755-1833) (a partire dal 1798 avviò assieme al fratello la vendita di alcuni pezzi della collezione R.-Pallavicini) | Giuseppe R. (1755-1833) (a partire dal 1798 avviò assieme al fratello la vendita di alcuni pezzi della collezione R.-Pallavicini) | | Luigi R. Pallavicini (1756-1835) (a partire dal 1798 avviò assieme al fratello la vendita di alcuni pezzi della collezione R.-Pallavicini) | Luigi R. Pallavicini (1756-1835) (a partire dal 1798 avviò assieme al fratello la vendita di alcuni pezzi della collezione R.-Pallavicini) |                                                                             |                                                                             |                                 |                                 |                                |                                |
| |                         | | | | | | |                                                                             |                                                                             |                                 |                                 |                                |                                |
| |                         | | | | | | |                                                                             |                                                                             |                                 |                                 |                                |                                |
| |                         | | Giulio Cesare R. (1781-1859) (erede sia della collezione R. che Pallavicini, in quanto premorti i due cugini eredi del ramo, riunì per l'ultima volta le due collezioni in un'unica; era sposato con Margherita Gioeni Colonna, da cui acquisì in dote un terzo delle opere non vincolate della collezione Colonna del padre Filippo III) | Giulio Cesare R. (1781-1859) (erede sia della collezione R. che Pallavicini, in quanto premorti i due cugini eredi del ramo, riunì per l'ultima volta le due collezioni in un'unica; era sposato con Margherita Gioeni Colonna, da cui acquisì in dote un terzo delle opere non vincolate della collezione Colonna del padre Filippo III) | Benedetto R. Pallavicini (1783-1811) (prematuramente morto al padre) | Benedetto R. Pallavicini (1783-1811) (prematuramente morto al padre)                                                                       | Filippo R. Pallavicini (1787-1832) (prematuramente morto al padre)                                                                         | Filippo R. Pallavicini (1787-1832) (prematuramente morto al padre)          |                                                                             |                                 |                                 |                                |                                |
| |                         | | | | | | |                                                                             |                                                                             |                                 |                                 |                                |                                |
| |                         | | | | | | |                                                                             |                                                                             |                                 |                                 |                                |                                |
| | Clemente R. (1825-1899) | Clemente R. (1825-1899) | | | Francesco R. Pallavicini (1828-1881) | Francesco R. Pallavicini (1828-1881) | |                                                                             |                                                                             |                                 |                                 |                                |                                |
| |                         | | | | | | |                                                                             |                                                                             |                                 |                                 |                                |                                |
| |                         | | | | | | |                                                                             |                                                                             |                                 |                                 |                                |                                |
| Camillo R. (1840-1915) | Camillo R. (1840-1915)  | Giuseppe R. (1848-1913) | Giuseppe R. (1848-1913) | Giulio Cesare R. Pallavicini (1871-1941) | Giulio Cesare R. Pallavicini (1871-1941) | ... e altri 5 fratelli/sorelle | ... e altri 5 fratelli/sorelle |                                                                             |                                                                             |                                 |                                 |                                |                                |
| |                         | | | | | | |                                                                             |                                                                             |                                 |                                 |                                |                                |
| |                         | | | | | | |                                                                             |                                                                             |                                 |                                 |                                |                                |
| Ludovico R. (1881-1917) | Ludovico R. (1881-1917) | | | Maria Camilla R. Pallavicini (1940-...) (sposata con Armando Diaz della Vittoria, avranno due figli, Sigieri e Moroello, proprietari della collezione Pallavicini attualmente ancora esistente nella porzione del palazzo di loro pertinenza, di cui restano titolari)                                                                    | Maria Camilla R. Pallavicini (1940-...) (sposata con Armando Diaz della Vittoria, avranno due figli, Sigieri e Moroello, proprietari della collezione Pallavicini attualmente ancora esistente nella porzione del palazzo di loro pertinenza, di cui restano titolari) | | |                                                                             |                                                                             |                                 |                                 |                                |                                |
| |                         | | | | | | |                                                                             |                                                                             |                                 |                                 |                                |                                |
| |                         | | | | | | |                                                                             |                                                                             |                                 |                                 |                                |                                |
| Gerolamo R. (tra il 1931 e il 1932 mise all'asta gran parte della collezione R., nonché il pianterreno e l'ultimo piano del palazzo Pallavicini R.; fu l'ultimo esponente di famiglia a possedere la collezione) |                         | | | | | | |                                                                             |                                                                             |                                 |                                 |                                |                                |
| |                         | | | | | | |                                                                             |                                                                             |                                 |                                 |                                |                                |
| |                         | | | | | | |                                                                             |                                                                             |                                 |                                 |                                |                                |
| Federazione Nazionale Consorzi Agrari (acquisisce nel 1939 i diritti sui quadri superstiti nel palazzo e prende in fitto i locali dello stesso)                                                                  |                         | | | | | | |                                                                             |                                                                             |                                 |                                 |                                |                                |
| |                         | | | | | | |                                                                             |                                                                             |                                 |                                 |                                |                                |
| |                         | | | | | | |                                                                             |                                                                             |                                 |                                 |                                |                                |
| Coldiretti (acquista nel 1995 i due piani già dei R. del palazzo e la collezione attualmente esistente) |                         | | | | | | |                                                                             |                                                                             |                                 |                                 |                                |                                |